# Karthago
Koordinaten: 36° 51′ 10″ N, 10° 19′ 24″ O
Karthago (lateinisch meist Karthago, seltener Carthago, altgriechisch Καρχηδών Karchēdṓn, etruskisch Karθazie; aus dem phönizisch-punischen 𐤒𐤓𐤕𐤇𐤃𐤔𐤕 Qart-Ḥadašt) war eine Metropole in Nordafrika nahe dem heutigen Tunis in Tunesien. In der Antike war Karthago zunächst Hauptstadt des Karthagischen Reiches, der See- und Handelsmacht. Die Einwohner wurden von den Römern als „poeni“ (davon abgeleitet die deutsche Bezeichnung „Punier“ anlehnend an „Phönizier“) bezeichnet. Es waren Griechen und Römer, die den Namen „Punier“ in ein schlechtes Licht rückten. Die Bezeichnung „Punier“ berücksichtigt auch nicht, dass sich die Bevölkerung mit den Jahrhunderten zu einer eigenständigen Ethnie mit einer vom Phönizischen abweichenden Sprache und mit einer eigenen Religion entwickelte.
Cato der Ältere beendete seine Reden, egal zu welchem Thema, immer mit dem berühmten Zitat: ceterum censeo Carthaginem esse delendam (außerdem bin ich der Meinung, dass Karthago zerstört werden muss), während Scipio Nasica Corculum dazu riet, Karthago zu verschonen. 
Nach dem 3. Karthagisch-römischen Krieg aber wurde Karthago doch von den Römern dem Erdboden gleichgemacht und das Karthagische Reich 146 v. Chr. aufgelöst. Es ging im Römischen Reich als Provinz Africa proconsularis auf. 
Ein römisches Karthago wurde unter Gaius Iulius Caesar im 1. Jahrhundert v. Chr. neu gegründet und stieg bald erneut zu einer bedeutenden Großstadt auf. Erst mit dem Ende der Antike verlor auch dieser Ort seine Bedeutung.
Heute ist Karthago (arabisch قرطاج Qartādsch, DMG Qarṭāǧ) ein Vorort von Tunis. Das archäologische Ausgrabungsgelände von Karthago wurde 1979 in die Liste des UNESCO-Welterbes aufgenommen und ist eine touristische Attraktion.

## Ortsnamen und Benennungen
Der Ortsname Karthago geht auf die phönizisch-punische Form qart hadašt zurück und bedeutet „neue Stadt“. Dies könnte sich entweder darauf beziehen, dass Karthago eine Tochterstadt des phönizischen Ortes Tyros war, oder als Abgrenzung vom nahegelegenen Ityke verstanden werden, dessen Name „alte (Stadt)“ bedeutet. Der Namensteil qart (im Karthagischen wie in allen westsemitischen Sprachen ohne Vokale geschrieben, also „qrt“) mit der Bedeutung „Stadt“ findet sich beispielsweise auch im Ortsnamen Carteia oder im Namen des Gottes Melkart (von mlk für „Herrscher“, zusammen also „Stadtherrscher“).
Der Name Phönizien hingegen ist eine Ableitung vom griechischen Wort phoinike (Φοίνικε), das Purpurland bedeutet. Davon leitet sich das lateinische poeni her, aus dem die deutsche Benennung Punier entstand. Zur besseren Unterscheidung der Phönizier der Levante von ihren nordafrikanischen Nachfahren wählen manche Autoren für Letztere die Bezeichnung Karthager statt Punier. Mit Karthager sind dann nicht nur die Einwohner der Stadt Karthago gemeint, sondern auch die von dessen Tochtergründungen.

## Geographie

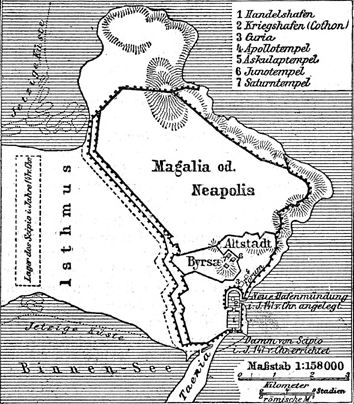
Karte während der Belagerung im 2. Jahrhundert (Darstellung um 1888)

Lage von Karthago auf einer geographischen Karte in heutiger Zeit

Karthago liegt an der Meerenge namens Straße von Sizilien an der afrikanischen Mittelmeerküste rund zehn Kilometer östlich des modernen Tunis im Norden des Staates Tunesien.
Die Stadt selbst lag geschützt auf jener Halbinsel, die sich östlich von Tunis erstreckt. Das Stadtgebiet wird im Norden von der Lagune Sebkha Ariana, im Osten vom Golf von Tunis und im Süden vom See von Tunis begrenzt. Nur im Westen liegt eine enge Landzunge, die die Stadt mit dem Hinterland verbindet. Die Lage war strategisch günstig, weil sich die Stadt so zur Landseite hin leicht verteidigen ließ.

### Die Stadtanlage
Der Byrsa-Hügel war das Zentrum sowohl des vorrömischen als auch des römischen Karthago. Nördlich des eigentlichen Stadtgebiets, aber noch innerhalb der Stadtmauern, befand sich in der Antike das landwirtschaftlich genutzte Gebiet von Megara.

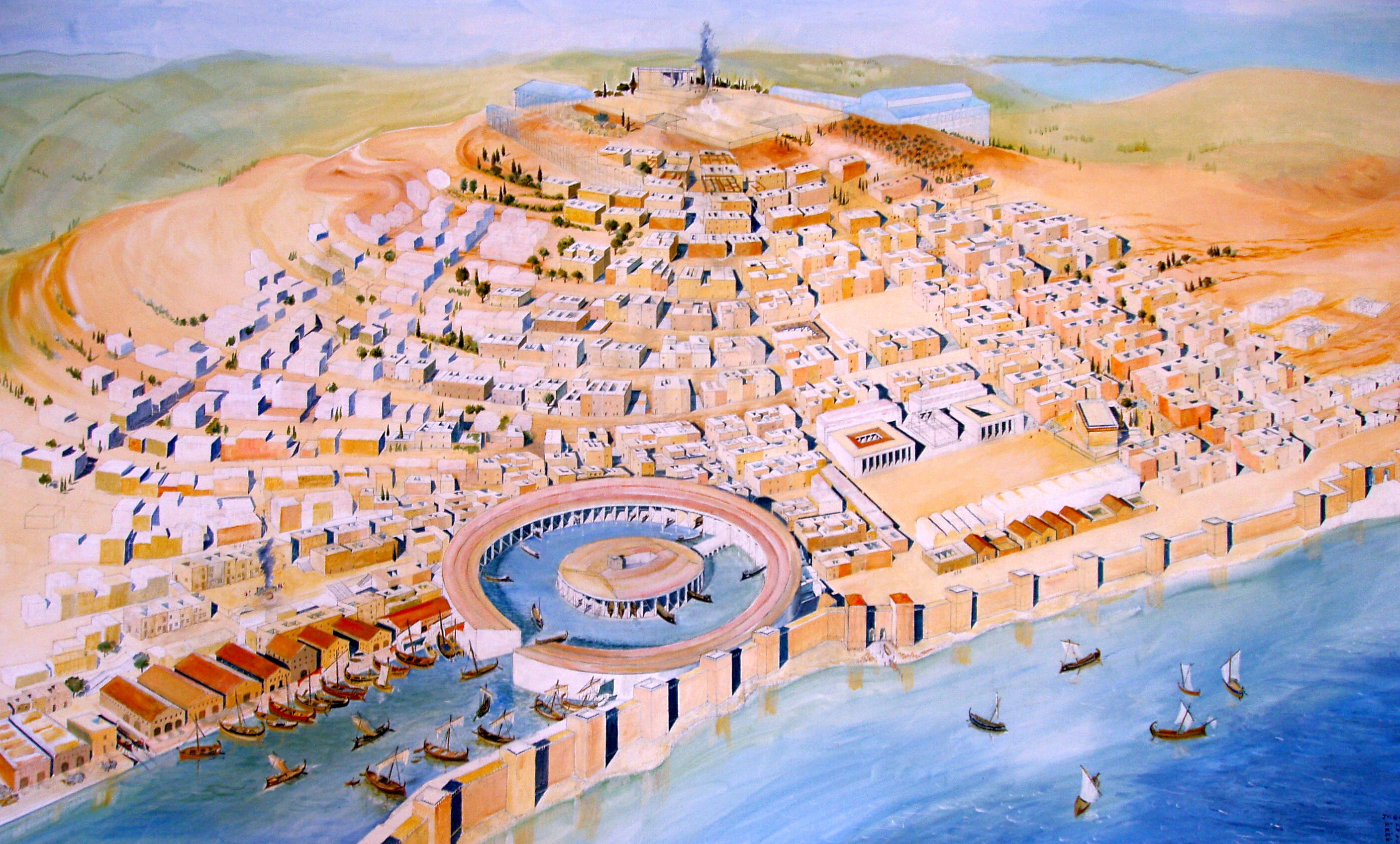
Blick von SO in Richtung auf die Oberstadt der Byrsa: Die Ansicht zeigt den maximalen Ausbau der Stadt um 323 v. Chr. nach der Fertigstellung des Kothons, eines befestigten Hafens karthagischer Bauart.

## Gründungsmythen

### Iustinus' Elissa
Einzig der Historiker Marcus Iunianus Iustinus nennt die Gründung Karthagos in Verbindung mit Elissa (bei den Römern Dido genannt), punisch „'Išt“. Elissa soll die Tochter des Mutto, König von Tyros und Sidon von 829 v. Chr. bis 821 v. Chr., und Schwester des Pumjaton, König von 820 v. Chr. bis 774 v. Chr., gewesen sein. Mutto setzte aber Dido und ihren Gatten Sychaeus, der auch Hohepriester war, als Erben ein. Ihr Bruder Pumjaton (Pygmalion) erschlug seinen Schwager und Gatten der Dido Sychaeus aus Habgier, weswegen sie um ihr Leben fürchten musste. Auf der Flucht gelangte sie über Zypern an den Golf von Tunis. Der ortsansässige König der Gaetuler namens Iarbas versprach ihr so viel Land, wie sie mit einer Ochsenhaut umspannen könne. Ochsenhautbarren waren zu dieser Epoche ein Zahlungsmittel aus reinem Kupfer in der Form einer Ochsenhaut vom Gewicht eines Talents (~ 30 kg).

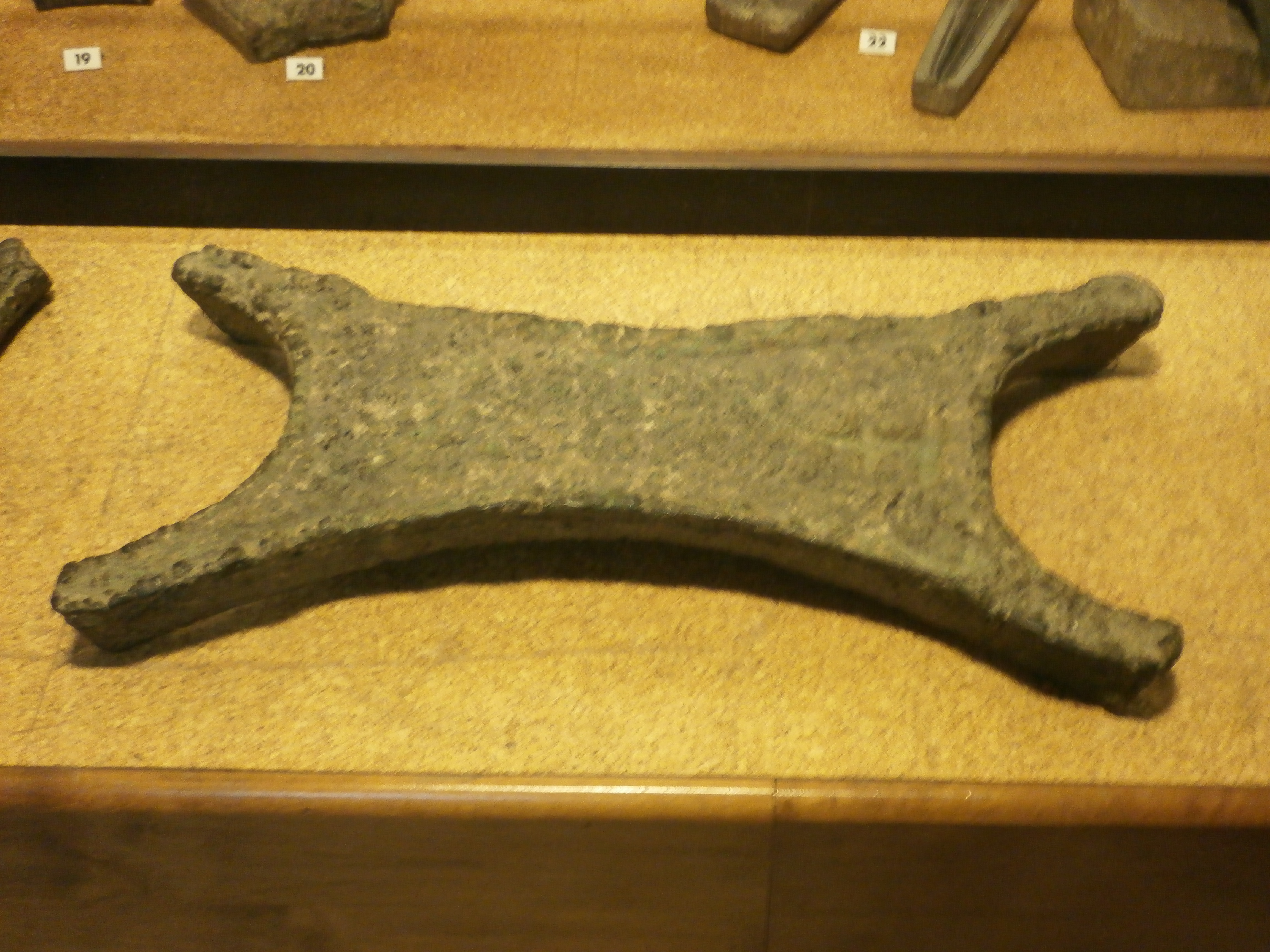
Beispiel eines Ochsenhautbarrens im Museo archeologico nazionale von Cagliari

Elissa schnitt daraufhin die Tierhaut in dünne Streifen, legte sie aneinander um den Hügel Byrsa herum und konnte somit ein großes Stück Land markieren, die Keimzelle Karthagos. Nach der Gründung habe sich Elissa selbst auf einem Scheiterhaufen geopfert, um der Stadt Wohlstand zu garantieren.

### Vergils Dido
Nach Vergils Epos Aeneis besuchte Aeneas, der sagenhafte Stammvater der Römer, nach seiner Flucht aus Troja Dido in Karthago. Das Epos schildert, wie Dido sich in Aeneas verliebt. Als dieser auf Geheiß des Jupiter nach Italien abreist, wo sein Sohn Iulus der Sage zufolge Roms Mutterstadt Alba Longa gründen wird, tötet Dido sich selbst auf dem Scheiterhaufen. Doch zuvor schwört sie Rache und schafft so die Grundlage für den späteren Konflikt zwischen Karthago und Rom.
Für diesen Mythos gibt es auch eine zeitliche Diskrepanz. Sollte der Trojanische Krieg nach den bekannten antiken Autoren zwischen 1334 v. Chr. (Duris) und 1145 v. Chr. (Ephoros) geendet haben, so liegen zwischen dem Ende des Krieges und der Stadtgründung (814 v. Chr.) mindestens 324 Jahre. Aus historischer Sicht kann Aeneas also Dido gar nicht getroffen haben.

### Namensbedeutung von Elissa
Der Name „'Išt“ (Elissa) ist in der karthagischen Namenforschung mehrfach bezeugt, wobei dessen Bedeutung „die Aktive“ nicht sicher geklärt ist, und dass eine Frau eine so weitreichende Expedition leitete, entspricht nicht den damaligen Gegebenheiten und ist daher wenig glaubhaft. Ebenfalls umstritten ist das Bestehen eines „Elissa-Kultes“. Die vorherige Flucht hat außerdem legendenhafte Züge. Weitere Einzelheiten der Geschichte sind aufgrund der griechischen Volksetymologie entstanden. Insgesamt ist daher die „Quelle Iustinus“ als wenig zuverlässig zu werten.

## Geschichte
Dieser Abschnitt behandelt nur die Geschichte
der Stadt Karthago selbst.
Für die Geschichte des Karthagischen Reiches, die eine ganze Epoche darstellt, siehe dort.
Siehe auch: Liste der Herrscher Karthagos.
Tatsächlich wurde die Stadt Karthago wohl im späten 9. oder in der ersten Hälfte des 8. Jahrhunderts v. Chr. von phoinikischen Siedlern aus Tyros, und vielleicht auch aus Sidon gegründet. Dies würde erklären, warum ein Tempel für Eschmun auf der Oberstadt namens Byrsa errichtet wurde, während der eigentliche Stadtgott Baal Hammon war und eine wichtige Gottheit Tanit hieß. Offenbar war den Karthagern ein besonderer Synkretismus wichtig, ohne die das Maß der Aufgaben nicht bewerkstelligt werden konnte. In dieser Zeit regierte König Mutto von 829 v. Chr. bis 821 Chr. die beiden Städte Tyros und Sidon, dem sein Sohn Pygmalion von 820 v. Chr. bis 774 v. Chr. auf dem Thron folgte.
Zum Vergleich: Es wird angenommen, dass die Stadt Rom 735 v. Chr. gegründet worden sei.
Der antike Geschichtsschreiber Dionysios von Halikarnassos datiert die Gründung auf das 38. Jahr vor der ersten Olympiade 776 v. Chr., also auf das Jahr 814 v. Chr. Falls die Gründung der Stadt tatsächlich in die Regierungszeit des Mutto (829 bis 821 Chr.) fällt, wäre die Gründung entsprechend seiner Regierungszeit anzusetzen.
Die ältesten archäologischen Funde lassen sich allerdings erst auf die zweite Hälfte des 8. Jahrhunderts v. Chr. datieren.

### Historische Entwicklung bis zum 6.Jahrhundertv.Chr.
In der Frühphase befand sich die Stadt Karthago noch in Abhängigkeit von ihrer Mutterstadt Tyros, zahlte also Tribute und war auch politisch gebunden. Die östliche Handelsachse „Phoinikien – Karthago“ ist in etwa genauso weit wie die westliche Handelsachse „Karthago – Gibraltar“. Karthago befand sich somit im Zentrum de wichtigen Handelsroute in West-Ost-Richtung zwischen Gibraltar und der Levante.

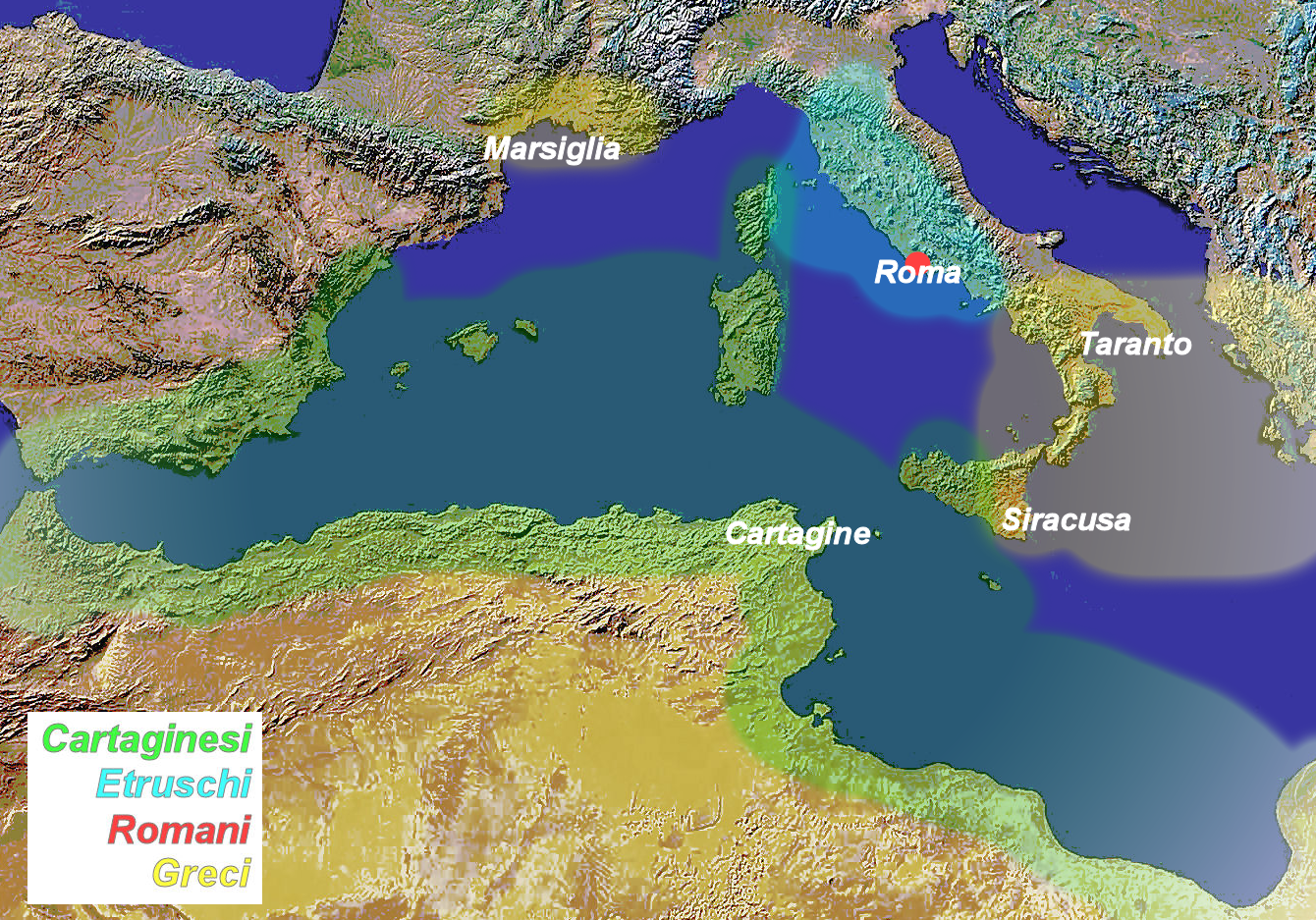
Seegebiet, das Karthago um 509 v. Chr. kontrollierte.

Bemerkenswert ist die Lage am südlichen Ende der Handelsroute nach Norden die östlich von Sardinien vorbei durch das etruskische Seegebiet (heute Seegebiet des Toskanischen Archipels) mit Korsika im Westen ins Ligurische Meer führt. Ebenso liegt in südöstlicher Richtung von Karthago und Sizilien kommend eine weitere Route, die in der großen Syrte an einem Karawanenweg endete.

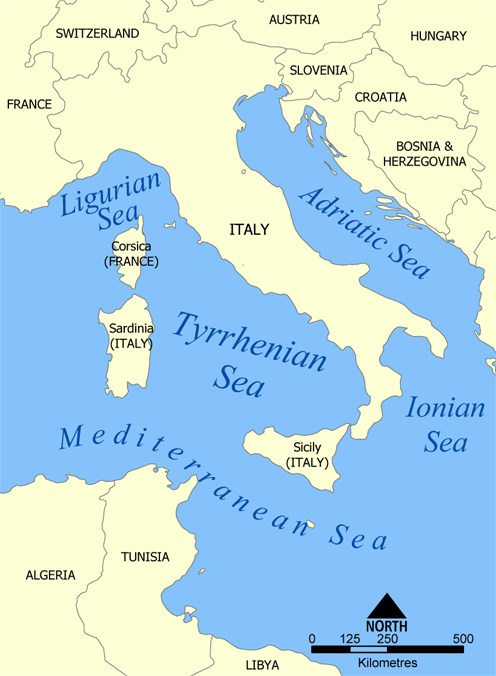
Seegebiet zwischen Karthago und dem Ligurischen Meer (Ligurian Sea)

Durch diese Lage konnte das Karthagische Reich den Seehandel durch das Zentrale Mittelmeer und den nördlichen Endpunkt der Sahararouten kontrollieren. Man darf annehmen, dass die Stadt genau deswegen dort gegründet wurde.

Handelsrouten der Phoiniker, die von den Karthagern nach und nach übernommen wurden, das Stammland rot unterlegt.

Die Kriegsflotte stand also in einer besonderen Verpflichtung aufgrund der Entfernung zum Mutterland und zum Atlantik. Die vielen phoinikischen Gründungen im westlichen Mittelmeer, ob von Tyros gegründet oder von anderen Städten (Sidon), die es vor der Gründung Karthagos schon gab, hätten am ehesten von karthagischen Kriegsschiffen geschützt werden können.
Die phoinikischen Gründungen lagen teils sogar außerhalb des Mittelmeeres an der Atlantikküste Iberiens und Marokkos. Wichtiger Stützpunkt im Westen war die sidonische Gründung Gadir, die Gründung von Essaouira, aber auch an der heute portugiesischen Küste (Setubal) gab es phoinikische Gründungen, die alle in den Einzugsbereich des Karthagischen Reiches fielen.
Das Karthagische Reich hatte im 6. Jahrhundert v. Chr. bereits ein umfassendes politisches System mit verfassungsähnlichen Grundsätzen installiert (siehe karthagisch-römische Verträge) und war auch in der Lage, seinen Einfluss zu verwalten. Sicherlich waren phoinikische Städte bereit, sich am Schutz finanziell zu beteiligen, und das Karthagische Reich dürfte diese Aufgabe gerne übernommen haben. Deswegen konnte das Karthagische Reich seinen Einfluss als See- und Handelsmacht weiter ausbauen. Es übernahm also die phoinikischen Kolonien als Schutzmacht, vielleicht auch politisch die Verantwortung, und gründete eigene Siedlungen: auf Sardinien (Šrdn), Korsika (anfangs mit Billigung der Etrusker), den Balearen, an der nordafrikanischen Küste und an der südlichen Mittelmeerküste Spaniens, und überzeugte sogar die Siedlungen an der Atlantikküste Iberiens (Gadir, Onuba) und Marokkos (Tingis, Lixos), sich dem Karthagischen Reich anzuschließen. Dies war nur durch eine zahlenmäßig starke Flotte, durch überlegenen Schiffbau und durch gut ausgebildete Seeleute möglich. Der Kriegshafen (Kothon) der Stadt besaß Anlegeplätze für 200 bis 300 Trieren. Der Hafen war sowohl für den Neubau von Schiffen als auch für Reparaturen ausgestattet. Ähnlich ausgebaute Häfen gab es zum Beispiel auch in Panormos, Ibes, Gadir, Rusadir und Icosim.
Als das phoinikische Mutterland 539 v. Chr. vom persischen Achämenidenreich erobert und tributpflichtig wurde, löste sich das Karthagische Reich ganz vom tyrischen Einfluss. Im Jahr 508/507 v. Chr. zeigte das Karthagische Reich auch politisch seine Unabhängigkeit, als es mit dem Römischen Reich einen Freundschaftsvertrag schloss, der die Einflussgebiete beider Partner regelte, den Ersten karthagisch-römischen Vertrag.

### Karthago als unabhängige Großmacht (5.–2. Jahrhundert v. Chr.)

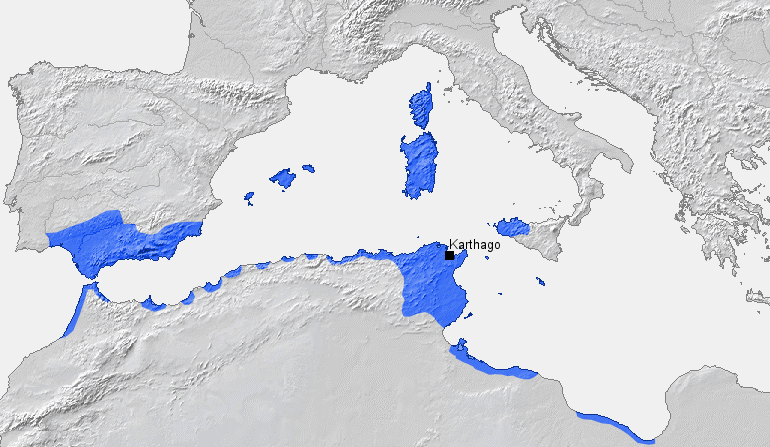
Geographische Lage der Stadt Karthago und das Karthagische Reich ohne deren Einflussgebiete in Sizilien im 3. Jahrhundert v. Chr.

Auch die langandauernden Konflikte mit den Hellenen während der Perserkriege des 5. und 4. Jahrhunderts v. Chr., die Karthago als persischer Verbündeter mit den griechischen Kolonien, vor allem Syracosai und seit seiner Gründung 565 v. Chr. auch mit Massilia auszutragen hatte, taten seinem Aufstieg keinen Abbruch. Während dieser Zeit unterlag das Karthagische Reich zwar dem kulturellen Einfluss der Hellenen, war aber militärisch und ökonomisch zuerst mit den Etruskern, Elymern, den Iberischen Völkern und später mit den Persern verbündet.
Die Stadt prosperierte durch den Aufschwung des Seehandels. Im 4. und 3. Jahrhundert v. Chr. war Karthago zur reichsten Stadt des Mittelmeerraums geworden.
Die drei Punischen Kriege gegen das aufstrebende Rom führten letztlich zum Untergang Karthagos. Der zweite dieser Kriege hat aber durch den karthagischen Feldherrn Hannibal zu einer ernsten Bedrohung für Rom selbst geführt.

### Römische Zeit

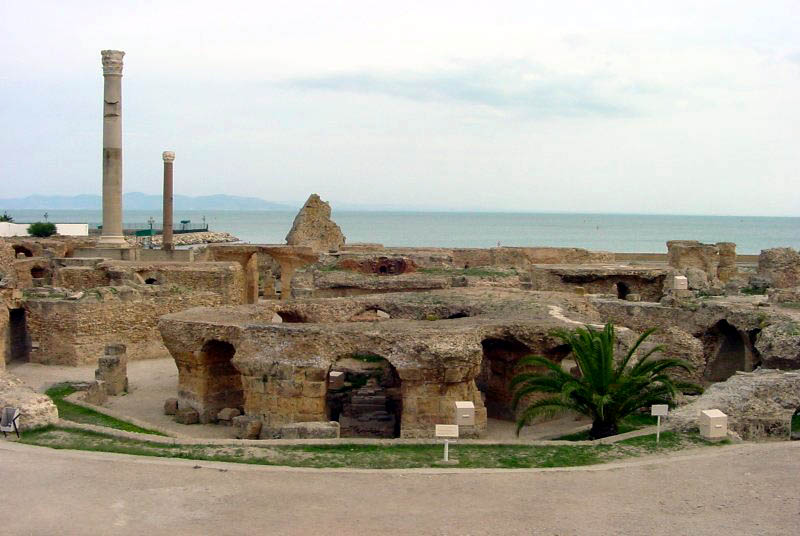
Ruinen von Karthago
(Antoninus-Pius-Thermen)

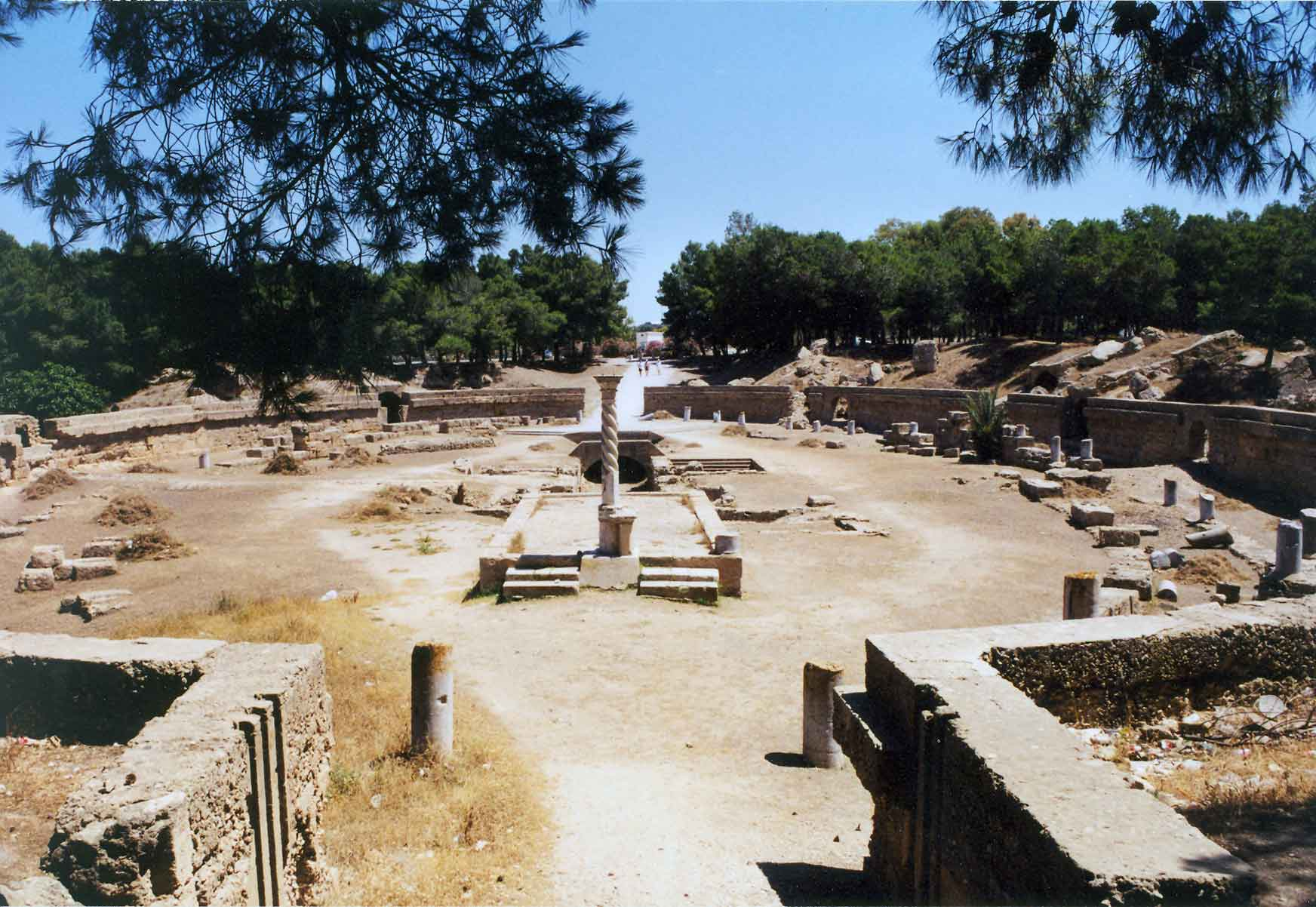
Amphitheater (2006)

Nach dreijähriger Belagerung eroberten die Römer unter Publius Cornelius Scipio Aemilianus Africanus Karthago 146 v. Chr. zum Ende des Dritten Punischen Krieges. Die Verteidiger unter Hasdrubal leisteten erbitterten Widerstand. Während der sechstägigen Eroberung plünderten und zerstörten die römischen Truppen bereits durch Brandlegung einen Großteil der Stadt. 50.000 der überlebenden Einwohner ergaben sich daraufhin den Römern und wurden in die Sklaverei verkauft. Gemäß der berühmten Forderung des älteren Cato – meist wiedergegeben als Ceterum censeo Carthaginem esse delendam („Im Übrigen meine ich, dass Karthago zerstört werden muss“) – wurde daraufhin auch noch der Rest der Stadt inklusive der Burg (Byrsa) systematisch bis auf die Grundmauern geschleift. Die Legende, dass auf Karthagos Boden Salz gestreut wurde, um die Gegend unfruchtbar zu machen, stammt dagegen aus dem 19. Jahrhundert und wird durch antike Quellen nicht belegt. Die Stadtfläche lag jedoch ein Jahrhundert lang brach. Auch die kulturellen Leistungen wurden bei der Zerstörung beseitigt. Nicht zerstörte Dokumente wurden verbündeten numidischen Fürsten übergeben. Einzig das Werk über die Landwirtschaft des Mago wurde auf Befehl des römischen Senats ins Lateinische übersetzt und dürfte teilweise bei späteren römischen Landwirtschafts-Beschreibungen verarbeitet worden sein.
Im Jahr 122 v. Chr. versuchte der Reformer Gaius Sempronius Gracchus im Rahmen seiner Sozialpolitik, Karthago als Colonia Iunonia Carthago wiederzugründen. Damit stieß er jedoch auf den Widerstand des Senats. Nach Gracchus' gewaltsamem Tod wurde das Vorhaben wieder aufgegeben. Schließlich war es Gaius Iulius Caesar, dem Karthago seine Wiederauferstehung verdankte. Nach seinem Sieg über Pompeius im Jahr 46 v. Chr. entschloss sich Caesar, Karthago wieder aufbauen zu lassen. Verwirklicht wurde dieses Vorhaben erst unter Augustus, der 29 v. Chr. 3000 Siedler in Karthago ansiedelte. Die Stadt trug nun den Namen Colonia Iulia Concordia Carthago. Dabei wurden insbesondere durch den Abtrag des Byrsa-Hügels große Teile der bis dahin noch vor Ort im Boden verbliebenen Bauwerkreste unwiederbringlich zerstört.
In Karthago residierte der römische Statthalter, der senatorische proconsul der Provinz Africa; dieser Posten war auch in der Kaiserzeit einer der prestigeträchtigsten im ganzen Reich. Es erfolgte – insbesondere aufgrund des Handels mit Getreide und Töpferware – ein rascher Aufschwung. Im 2. Jahrhundert n. Chr. war Karthago mit über 300.000 Einwohnern nach Rom, Alexandria und Antiochia am Orontes die viertgrößte Stadt des Römischen Reiches. 238 wurde hier der proconsul von Rebellen als Gordian I. zum Gegenkaiser ausgerufen – die Revolte wurde zwar niedergeschlagen, markierte aber für Kaiser Maximinus Thrax den Anfang vom Ende.
Karthago war das Zentrum des frühen Christentums in Nordafrika. Bereits im 2. Jahrhundert bestand in Karthago eine große christliche Gemeinde; die Stadt war aufgrund ihrer Größe neben Rom der wichtigste Bischofssitz in der westlichen Reichshälfte. Die Akten der Scilitanischen Märtyrer, die 180 in Karthago hingerichtet wurden, stellen das älteste christliche Dokument in lateinischer Sprache dar. Im Jahr 203 ließen die heiligen Felicitas und Perpetua in der Arena Karthagos ihr Leben. Wichtige Kirchenväter wie Tertullian und Cyprian wirkten in Karthago und prägten die christliche Literatur in lateinischer Sprache. Cyprian konnte in seiner Zeit als Bischof (248–258) die Christengemeinde von Karthago durch zahlreiche Synoden afrikanischer Bischöfe als führende Gemeinde der Provinz Africa etablieren, deren Autorität auch nach Spanien, Gallien und Italien ausstrahlte. Er rivalisierte sogar mit dem Bischof von Rom, konnte sich gegen diesen aber letztlich nicht durchsetzen. Zugleich nahmen die Christenverfolgungen zu: Cyprian, der 250 noch vor Verfolgern geflüchtet war, starb 258 demonstrativ den Märtyrertod.

### Spätantike und islamische Expansion
Im 4. Jahrhundert verlor Karthago zwar etwas an Bedeutung, blieb aber eine blühende Metropole, da Africa weiterhin der wichtigste Getreidelieferant der Stadt Rom war. Gegen Ende des 4. Jahrhunderts studierte der Kirchenvater Augustinus von Hippo in Karthago. Der Kommandeur der dortigen römischen Truppen, der comes Africae, hatte eine wichtige Machtposition inne, da er durch die Kontrolle der Kornzufuhr Italien unter Druck setzen konnte. Nacheinander erhoben sich in den Jahren um 400 die comites Gildo, Heraclianus und Bonifatius in Karthago gegen die weströmische Regierung. Es war diese strategische wie ökonomische Bedeutung der Stadt, die auch bei germanischen Heerführern Begehrlichkeiten weckte. Während die beiden westgotischen Anführer Alarich I. und Athaulf noch mit ihren Versuchen scheiterten, nach Africa überzusetzen, hatte Geiserich schließlich Erfolg.
439 wurde Karthago vom Kriegerverband der Vandalen eingenommen, der unter seinem rex Geiserich im Zuge der sogenannten Völkerwanderung bereits 429 von Spanien nach Nordafrika übergesetzt war und schließlich ganz Africa erobert hatte. Größere Zerstörungen im Zusammenhang mit der Eroberung durch die Vandalen sind in Karthago nicht nachweisbar; auch die Hohe Schule blieb bestehen. Geiserich nutzte das reiche Gebiet als Versorgungsbasis für seine Männer, bedrohte von hier aus viele Gebiete Westroms und versuchte wiederholt, die kaiserliche Regierung in Italien zu erpressen. Ein großangelegter Versuch west- und oströmischer Truppen, das Gebiet zurückzuerobern, scheiterte 468. 474 erkannte Kaiser Zenon Geiserichs Herrschaft über Africa an, auch wenn das Gebiet formal Teil des Imperium Romanum blieb. Karthago war die Hauptstadt des Vandalenreiches, bis es 533/534 von oströmischen Truppen unter dem Feldherrn Belisar erobert wurde.
In der Folgezeit war Karthago Sitz eines oströmischen Statthalters, eines eigenen Prätorianerpräfekten sowie eines Heermeisters und Sitz der Verwaltung für das byzantinische Nordafrika, das dann unter Kaiser Maurikios um 590 als Exarchat reorganisiert wurde. Die nordafrikanische Kirche erreichte zudem bereits um 535 die Erneuerung ihrer alten Privilegien, und Kaiser Justinian I. richtete 534 neun Professuren ein: fünf für Medizin und jeweils zwei für lateinische Rhetorik und Grammatik. Karthagos große Zeit war dennoch vorbei, allerdings lässt sich um 600 eine gewisse Nachblüte beobachten: Viele Gebäude im Zentrum wurden noch einmal erneuert und renoviert, während allerdings zugleich das besiedelte Stadtgebiet schrumpfte. Kaiser Herakleios (610–641) war durch einen Putsch seines Vaters, des Exarchen von Karthago, gegen Phokas an die Macht gekommen und zog kurzzeitig in Betracht, die Hauptstadt des Reiches aufgrund der Bedrohung Konstantinopels durch die persischen Sassaniden und die Awaren nach Karthago zu verlegen.
Ein bedeutender archäologischer Fund ist der spätantike Schatz von Karthago.
Ab dem Jahr 647 stießen die Araber im Zuge der islamischen Expansion auch nach Nordafrika vor. Der abtrünnige kaiserliche Exarch Gregor, vom Nachschub aus dem Mutterland abgeschnitten, erlag nach kurzem Widerstand der Übermacht der Araber, die bald die Provinz Ifrīqiya mit der Hauptstadt Kairouan gründeten. Das stark befestigte Karthago fiel aber erst 698 nach der byzantinischen Niederlage in der Schlacht von Karthago endgültig an die Angreifer und wurde von den Arabern zerstört. Damit endete für Afrika die Spätantike. Fortan übernahm die nahe gelegene Stadt Tunis die Rolle eines Verwaltungszentrums. Die Ruinen Karthagos dienten jahrhundertelang als Steinbruch für die Bauten in Tunis, Kairouan, Sousse und in anderen arabischen Städten.

## Staatswesen Karthagos in punischer Zeit

### Verfassung
Das Wissen über die Verfassung Karthagos beruht neben den Funden karthagischer Inschriften vor allem auf den antiken Autoren Aristoteles, Polybios, Diodor, Titus Livius und Marcus Iunianus Iustinus. Aristoteles untersucht in seinem staatsphilosophischen Werk Politik verschiedene bestehende Staatsformen, darunter auch die karthagische. Aristoteles vergleicht die Verfassung Karthagos mit der von Sparta und äußert sowohl Lob als auch Kritik an der karthagischen Staatsstruktur. Ein Problem bei der Rekonstruktion der karthagischen Staatsverfassung ist, dass in den lateinischen und griechischen Quellen die karthagischen Staatsämter oft ungenau bezeichnet werden.
Von Anfang an war das karthagische Reich eine Oligarchie mit demokratischen Elementen, ähnlich der Römischen Republik. An der Spitze des karthagischen Gemeinwesens standen zwei Sufeten, von römischen und griechischen Autoren ungenau als „Könige“ bezeichnet, die jährlich neu gewählt wurden. Ihre Rolle entsprach etwa der der späteren Konsuln Roms. Die Sufeten leiteten den Magistrat, zu dem weitere Ämter gehörten, etwa das Amt des „Großen“ (punisch rab, möglicherweise verantwortlich für die Staatsfinanzen) und ein eigenes Feldherrenamt. Das wichtigste politische Organ war der Senat, der über politische Fragen zu entscheiden hatte. Er wurde von einem Ausschuss von 30 Senatoren geleitet. Ein zusätzlich gewähltes Richtertribunal setzte sich aus 100 Senatoren zusammen und fungierte als oberster Gerichtshof. Daneben gab es eine Volksversammlung, in der alle Bürger stimmberechtigt waren.

### Verwaltung
Der Stadtstaat Karthago beherrschte ein großes Reich im westlichen Mittelmeerraum. Dabei gewährten die Bewohner Karthagos den eroberten Gebieten relativ viel Autonomie und beschränkten sich auf die Verwaltung, das Eintreiben von Steuern und die Rekrutierung von Streitkräften. Die karthagisch kontrollierten Gebiete wurden in Verwaltungsbezirke aufgeteilt, die von Beamten kontrolliert wurden. Alte phönizische Gründungen wie Utica sowie griechische Kolonien auf Sizilien durften ihre lokalen Verwaltungen beibehalten.

### Militär
Das karthagische Heer bestand ursprünglich aus den Bürgern der Stadt selbst. Mit der Ausdehnung des karthagischen Staates kamen dann immer größere Anteile der Truppen von den unterworfenen Völkern oder Verbündeten und schließlich auch Söldner hinzu. Hauptsächlich wurden Kämpfer von den Numidern, Iberern, Libyern, Elymern und Sikelern rekrutiert, daneben auch Sarden, Italiker und Kelten sowie Griechen.
Die verschiedenen Völker wurden dabei von den Karthagern jeweils nach der für sie typischen Kampfweise eingesetzt. Gute Beispiele sind hier die Numider, die als leichte Kavallerie dienten, und die Einwohner der Balearen, die hervorragende Schleuderer stellten. Die jeweiligen Kontingente wurden von karthagischen Offizieren befehligt, blieben aber manchmal auch unter dem Kommando ihrer eigenen Anführer.
Die Karthager selbst dienten zum größeren Teil bei der Flotte, es gab aber durchgehend bis zum Schluss auch Landtruppen, die sich aus Karthagern selbst zusammensetzten. Die Kerneinheit dieser Verbände war die sogenannte „Heilige Schar“, eine Elitetruppe von 2500 Mann, die vermutlich auch als eine Art Offizierschule diente, aus der sich dann die militärischen Führer der nicht-karthagischen Einheiten rekrutierten. Über diese Einheit hinaus gab es aber auch andere karthagische Landtruppen in nicht unbeträchtlicher Anzahl. Erst im Zweiten Punischen Krieg in der Armee Hannibals überwogen dann die Einheiten der Verbündeten und Söldner.

#### Heer
Im karthagischen Heer existierte eine Art Heeresversammlung, ähnlich, aber doch verschieden von der Heeresversammlung der Makedonen. Beim Tode ihres Feldherrn wählte eine solche Heeresversammlung aus den Offizieren den Nachfolger. Die Wahl wurde aber nur rechtskräftig, wenn die Volksversammlung in Karthago sie bestätigte.
Die karthagischen Feldherrn und höheren Offiziere stammten aus den führenden Familien der Stadt und bildeten immer wieder regelrechte Militärdynastien, in denen die Söhne ebenfalls Feldherren wurden. Im Normalfall wurden Befehlshaber von der Volksversammlung gewählt. Die Haltung des karthagischen Staates zu seinen Feldherrn war ambivalent. Nach Niederlagen oder Versagen kam es vor, dass der Feldherr hingerichtet wurde. Auch gab es eine deutlich stärkere Kontrolle des Staates über das Militär als in anderen vergleichbaren Staaten der damaligen Zeit. Nach dem Ende eines Feldzuges hatten die hohen Offiziere dem Rat der Einhundertvier strenge Rechenschaft abzulegen. Während der Zeit des Feldzuges selbst aber war der Feldherr jedem normalen Recht entzogen und durfte frei agieren.
Die Unterführer und niedrigeren Offiziere konnte der jeweilige Oberkommandierende nach Gutdünken ernennen. Bei fremdländischen Einheiten, insbesondere bei denen Verbündeter, waren die gewöhnlichen Offiziere fast immer aus den Führungsschichten dieser Völker selbst.
Lange Zeit charakterisierte das Heer Karthagos eine gewisse Rückständigkeit. So wurden noch in den Kriegen auf Sizilien lange Zeit Streitwagen verwendet, als diese überall sonst längst außer Gebrauch gekommen waren. Auch die Bewaffnung und Organisation scheint immer wieder rückständig. Auffallend ist hier die hohe Anzahl von Seuchen, von denen karthagische Heere lange Zeit getroffen wurden, was die Frage nach der Lagerorganisation und der Hygiene stellt. Erst in den Kämpfen gegen Pyrrhos I. modernisierte sich das Landheer. Die berühmten karthagischen Kriegselefanten wurden auch erst um diese Zeit eingeführt.
Der Kern der karthagischen Armee war durchgehend die Phalanx nach griechischem Vorbild. Die Phalanx wurde zur Zeit des Ersten Punischen Krieges von griechischen Militärberatern modernisiert, die als Söldner die Streitkräfte nach den Vorbildern der Diadochenreiche umorganisierten. Im Krieg gegen die Römer wurde die Phalanx jedoch immer mehr mit leichten Truppen ergänzt, bis sie im Zweiten Punischen Krieg dann vielleicht sogar aufgegeben wurde.

#### Kavallerie
Die karthagische Kavallerie wurde ebenfalls erst in der Folge des Ersten Punischen Krieges bedeutsam, vorher spielte sie in den Heeren Karthagos nur eine geringe Rolle. Von den Barkiden wurden immer größere Verbände numidischer und iberischer Kavallerie eingesetzt. Erst im Zweiten Punischen Krieg war dann die karthagische Kavallerie eine bedeutende militärische Größe.

#### Marine
Die Marine Karthagos bestand aus einer beträchtlichen Zahl von Kriegsgaleeren. Die Schiffe selbst waren durchgehend auf dem Stand ihrer Zeit und die Karthager entwickelten auch eigene neue Schiffstypen. Am Anfang war die Trireme mit drei Ruderebenen und je einem Mann an einem Ruder das Standardkriegsschiff, dann entwickelten die Karthager die Quadrireme als neuen Schiffstyp. Hierbei wurde die Zahl der Ruderebenen wieder auf zwei reduziert und an jedem Ruder zwei Mann eingesetzt. Ebenso wurde die von den Griechen entwickelte Quinquereme in Karthago sehr schnell übernommen und verbessert.
Ein typisches karthagisches Kriegsschiff war zwischen 35 m und 45 m lang und 5 m bis 6 m breit. Die Mannschaft einer karthagischen Quinquereme betrug um die 300 Mann. Die Karthager setzten im Kampf zur See stark auf das Rammen der feindlichen Schiffe und setzten daher weniger Seesoldaten an Deck ein, was wegen der geringeren Last die Schiffe schneller machte, aber auch anfälliger für das Entern.
Die Karthager verwendeten Trockendocks und zogen in dem bekannten kreisrunden Kriegshafen in Karthago selbst die Schiffe in spezielle Schiffsschuppen. Von der Anzahl der dort vorhandenen Liegeplätze kann man auf eine Flotte von rund 350 Kriegsschiffen für die Hochzeit Karthagos schließen, die folglich eine Besatzung von ungefähr 100.000 Mann benötigt hätten. Mit der Ausdehnung des karthagischen Staates entlang der Küsten musste die Flotte im Laufe der Zeit immer größer werden, was immer mehr Bürger für die Bedienung der Schiffe dem Heer entzog.
Eine Besonderheit des karthagischen Schiffbaus war die Massenfertigung von Schiffen innerhalb kurzer Zeit, was durch die Verwendung von Fertigteilen und eine Standardisierung dieser Teile möglich war. Die Römer übernahmen dieses Konstruktionsmerkmal von den Karthagern und konnten so ebenfalls in kurzer Zeit große Flotten aufstellen.

## Wirtschaft

### Handel
Die Punier waren ausgezeichnete Seefahrer, weshalb der Seehandel für die Wirtschaft Karthagos eine zentrale Rolle spielte. Am Kreuzungspunkt der Handelsrouten zwischen dem östlichen und westlichen sowie dem nördlichen und südlichen Mittelmeer gelegen, war Karthago zudem einer der Hauptumschlagplätze für ausländische Güter.
Das wichtigste kommerzielle Interesse der Karthager war der Erwerb von Metall. Silber importierten sie vor allem aus Südspanien, wo sich in der Nähe der Stadt Carthago Nova (heute Cartagena) ertragreiche Bergwerke befanden, daneben auch aus Sardinien und Etrurien. Gold kam wahrscheinlich durch direkten oder indirekten Handel aus Westafrika. Der Bedarf an weniger wertvollen Metallen wie Kupfer und Eisen konnte wohl durch heimische Vorkommen in Nordafrika gedeckt werden. Das zur Bronzeherstellung notwendige Zinn importierte man über die Atlantikküste aus Galicien oder aus Südspanien. Unter dem Seefahrer Himilkon unternahmen die Karthager um 500 v. Chr. eine Expedition nach Britannien, um die dortigen Zinnvorkommen zu erschließen.

### Landwirtschaft
Nordafrika war in der Antike ein landwirtschaftlich sehr produktives Gebiet, und in der neueren Forschung wird betont, dass Agrarwirtschaft neben Handel bereits früh eine große Rolle spielte. Möglicherweise konkurrierten in der Oberschicht jene, die eher zu einer Händleraristokratie gehörten, mit den Großgrundbesitzern. In römischer Zeit galt die Provinz Africa dann bis in die Spätantike neben Ägypten als eine „Kornkammer Roms“; das Gebiet war zu jener Zeit teils noch bewaldet und hielt daher die Bodenkrume. Die Punier hatten früh fortschrittliche landwirtschaftliche Techniken entwickelt. Der karthagische Schriftsteller Mago verfasste im frühen 2. Jahrhundert v. Chr. eine Agrar-Enzyklopädie, die nicht erhalten ist, aber oft von römischen Autoren zitiert wurde. In Byzacena, einem Gebiet, das in etwa dem heutigen tunesischen Sahel entspricht, und im Medjerda-Tal erzielten die Punier hervorragende Ernten. Neben Weizen wurden intensiv Olivenbäume, Weinreben, Feigenbäume und Dattelpalmen angebaut.
Auch die Fischerei war ein lukrativer Wirtschaftszweig. Vor der Küste Karthagos wurden Thunfische gefangen. Vor allem aber betrieb man Fischfang vor der Atlantikküste Spaniens und des heutigen Marokkos, von wo aus der eingesalzene Fisch nach Karthago und in Form von Garum in andere Orte des Mittelmeers exportiert wurde.

### Handwerk
Die Produktherstellung in der Stadt Karthago bestand vor allem aus Webereien und Färbereien, daneben auch Betriebe zur Keramikproduktion. Abgesehen von Textilien wurden die Produkte aber nicht exportiert, sondern waren vorrangig auf den heimischen Markt ausgerichtet. Ein weiterer wichtiger Wirtschaftszweig war der Schiffbau. Das dafür benötigte Holz konnte in den damals noch in der Umgebung Karthagos vorhandenen Eichen- und Kiefernwäldern gewonnen werden. Unter Verwendung des Zuschlagstoffes Kalk wurde in einem mehrstufigen Verfahren hochwertiges Eisen erzeugt. Überhaupt war die Metallurgie so weit fortgeschritten, dass erst weitere eingehende Studien Einblicke in die Kausalzusammenhänge der Macht des karthagischen Reiches ermöglichen werden. Aus Zinn und Kupfer wurde Bronze hergestellt und zu Gefäßen und anderen Gegenständen verarbeitet. Vor allem in Kriegszeiten florierte die Waffenproduktion.

### Münzprägung
Die ersten karthagischen Prägungen begannen erst nach der karthagischen Invasion auf Sizilien (um 410 v. Chr.), wo die Karthager das bereits hoch entwickelte griechische Münzwesen zu schätzen lernten. Die ersten karthagischen Münzen wurden deshalb auf Sizilien hergestellt. Diese sizilisch-karthagischen Prägungen orientierten sich deshalb stark an griechischen Vorbildern. Ab Mitte des 4. Jh. v. Chr. dominieren bestimmte Motive, wie der Kopf der Tanit auf der Vorderseite Avers der Münzen und auf der Rückseite Revers etwa ein stehendes Pferd, gelegentlich mit einer Palme im Hintergrund. Von Hamilkar Barkas und seinen Nachfahren wurden für die iberischen Besitzungen ab ca. 237/234 v. Chr. eigene Münzen geprägt.

## Kultur

### Religion

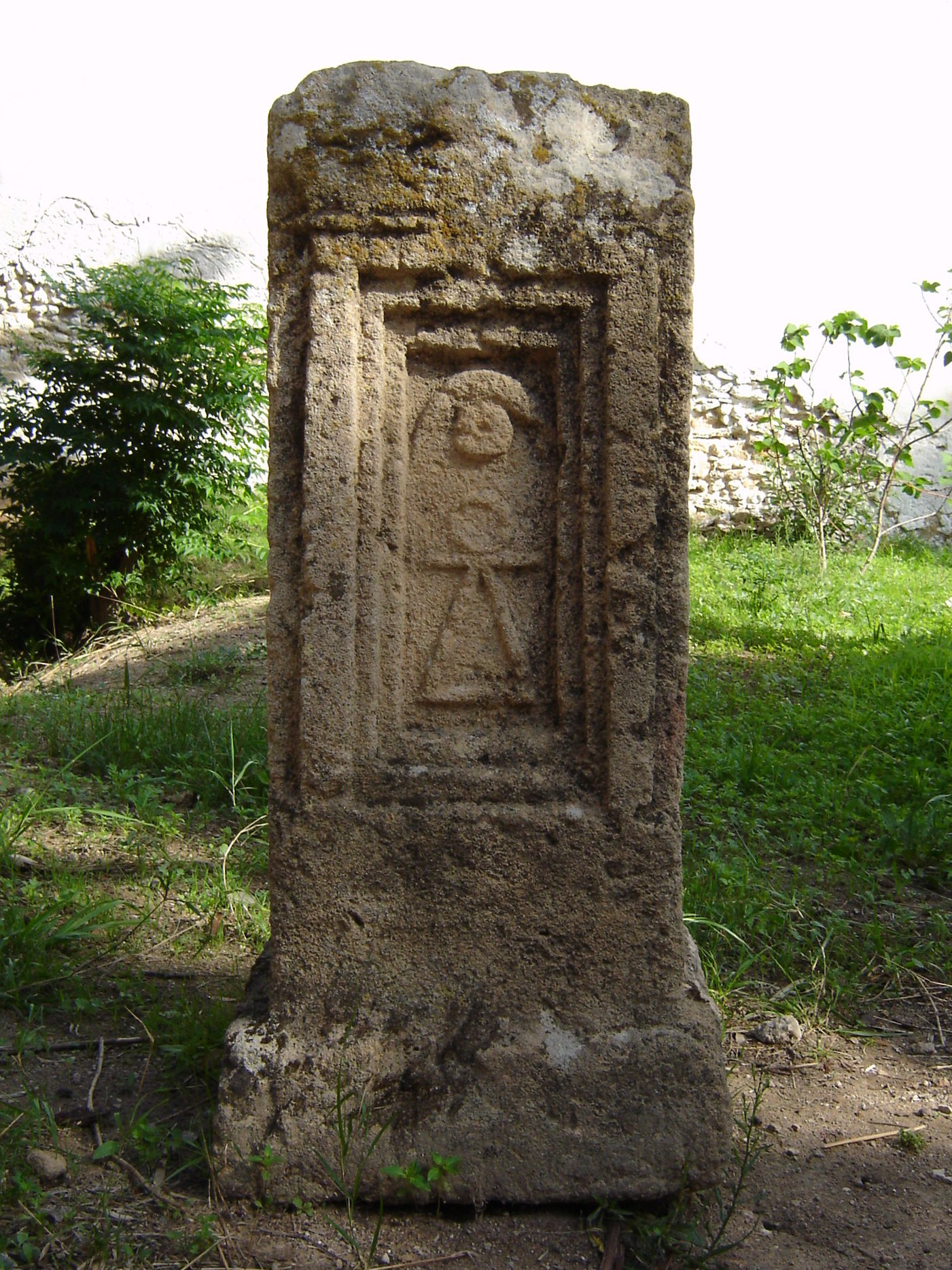
Grabstele mit Tanit-Symbol auf dem Tophet

Anfangs wurden in Karthago, wie im phönizischen Mutterland üblich, Astarte und Melkart als Hauptgötter verehrt. Ab dem 5. Jahrhundert v. Chr. entwickelten sich Tanit und Baal-Hammon zu den Hauptgöttern Karthagos. Tanit wurde als Schutzpatronin der Stadt verehrt, ihr Gemahl Baal Hammon galt als Fruchtbarkeitsgott. Eine weitere bedeutende Gottheit im Pantheon der Karthager war Eschmun. Auch fremde Kulte wie der der ägyptischen Göttin Isis wurden in Karthago praktiziert.
Es gilt als Möglichkeit, dass die Karthager Menschenopfer praktizierten. Antike Autoren wie Diodor und Plutarch berichten, dass Kinder, vornehmlich Erstgeborene aus wohlhabenden Familien, einer Molochstatue in die Arme gelegt und durch einen Mechanismus in ein Feuer fallengelassen wurden. Die schriftliche Überlieferung wird durch Funde von Knochen kleiner Kinder auf dem Tofet von Karthago gestützt. Die Interpretation als Menschenopfer ist vor allem durch Gustave Flauberts Roman Salammbô von 1862 bekannt geworden, welcher jedoch nicht als wissenschaftlich belegt angesehen werden kann. Wahrscheinlicher ist, dass man tot geborene und sehr früh verstorbene Kinder verbrannte, was auch von modernen Forschungen untermauert wird.

### Kunst

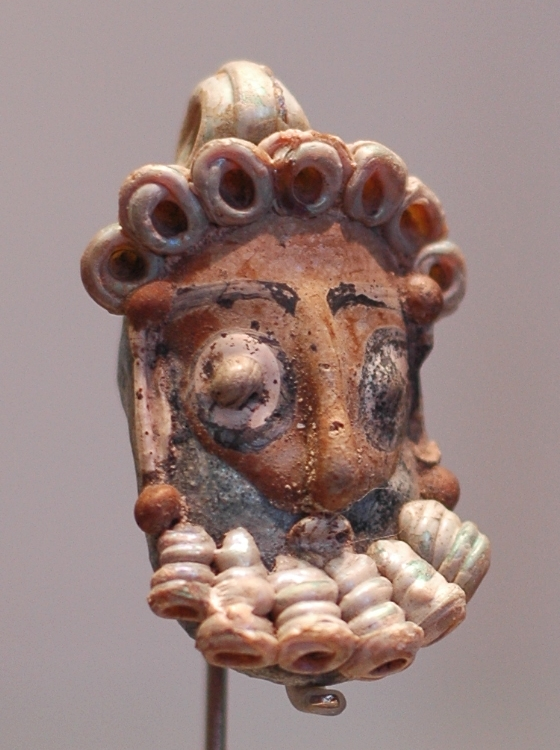
Anhänger in Form eines bärtigen Kopfes, 4./3. Jahrhundert v. Chr.

Die punische Kunst lehnte sich anfangs noch an ihre phönizischen Vorläufer an. Über die griechischen Kolonien auf Sizilien wurden die Karthager schon früh griechischem Einfluss ausgesetzt. Ab dem 4. Jahrhundert v. Chr. war der Einfluss des Hellenismus besonders stark.
Die zahlenmäßig am meisten vertretenen Beispiele punischer Kunst sind die Votivmonumente aus den Grabbezirken (Tofets). Ab dem 5. Jahrhundert v. Chr. treten hohe, mit Reliefs verzierte Kalksteinstelen auf. Das häufigste Motiv ist das Tanit-Zeichen und die Halbmondscheibe. Seltener kommen auch Darstellungen von Menschen oder Tieren vor.

### Sprache und Literatur
Die Einwohner Karthagos sprachen Punisch, eine Variante der Phönizisch-punischen Sprache. Damit gehört das Punische zu den semitischen Sprachen und ist mit dem Hebräischen verwandt. Die punische Schrift ist eine kursive Variante des phönizischen Alphabets und war bis ins 1. Jahrhundert n. Chr. in Verwendung.
Überliefert ist die Sprache der Punier mehrheitlich nur durch Inschriften, von denen fast alle einen religiösen Inhalt haben. Meistens handelt es sich um Widmungen auf Gedenk- oder Grabsteinen auf den Kultstätten oder Nekropolen. Die Inschriften sind meist kurz und formelhaft. Zu den wenigen Texten mit nicht sakralem Charakter gehört eine Inschrift aus Karthago, die die Einweihung einer Straße oder eines Tores (die Übersetzung des punischen Begriffs ist nicht gesichert) behandelt. Kürzere Inschriften finden sich auf Keramikfragmenten oder Schmuckstücken.
Die Literatur der Punier, deren Existenz von antiken Autoren bestätigt wird, ist nicht erhalten. Die Bibliothek von Karthago wurde während der Zerstörung der Stadt 146 v. Chr. vernichtet. Der Periplus von Hanno, der Bericht über eine Seereise entlang der afrikanischen Westküste, ist in einer griechischen Übersetzung überliefert. Der Schriftsteller Mago verfasste im 2. Jahrhundert v. Chr. ein bedeutendes Werk über die Landwirtschaft, das nicht erhalten ist, aber von römischen Autoren zitiert wird. Einzig in Plautus’ Komödie Poenulus kommen kurze punischsprachige Passagen vor.

## Ausgrabungen

### Ausgrabungsexpeditionen in Karthago
Erste Expeditionen, bei denen noch heute geltende wichtige Grundlagen zum Verständnis des antiken Karthagos geschaffen werden konnten, wurden bereits 1817, 1822 und 1824 durch den niederländischen Ingenieur Jean Emile Humbert durchgeführt. Von 1856 bis 1859 führte Nathan Davis erstmals über einen längeren Zeitraum Ausgrabungen in Karthago durch. Davis, beauftragt durch das britische Außenministerium, sollte die gewonnenen Fundstücke dem British Museum in London überstellen. Der französische Archäologe Charles Beulé war ebenfalls 1859 in Karthago tätig. Wohingegen Davis hauptsächlich an einzelnen Artefakten interessiert war, lag es Beulé daran, die Architektur der antiken Stadt freizulegen. Trotz dieser unterschiedlichen Ansätze zählen beide aufgrund der vielbeachteten Ergebnisse ihrer Ausgrabungen zu den wichtigsten Pionieren in der archäologischen Aufarbeitung Karthagos.
Im Jahr 1972 initiierte die UNESCO eine internationale Kampagne mit dem Titel „Pour sauver Carthage“. Ziel war es, die noch nicht überbaute Siedlungsfläche des antiken Karthago vor der zunehmenden Ausbreitung der Hauptstadt Tunis zu retten. Hierfür beauftragte die UNESCO Forschergruppen aus verschiedenen Ländern. So beteiligten sich zwischen 1972 und 1979 unter der Leitung des Institut National d’Archeologie et d’Art of Tunis (heutiges l’Institut national du patrimoine) Archäologen aus Bulgarien, Kanada, Dänemark, Frankreich, Deutschland, Italien, Polen, Schweden, Tunesien, den Niederlanden, dem Vereinigten Königreich und den Vereinigten Staaten an diesem Projekt. Die Ausgrabungsstätte wurde 1979 zum UNESCO-Weltkulturerbe erklärt.

#### Die deutschen Ausgrabungen in Karthago
Verantwortlich für die deutschen Ausgrabungen war die Römische Abteilung des Deutschen Archäologischen Instituts. Leiter der deutschen Forschergruppe war Friedrich Rakob. Das Grabungsgebiet belief sich auf circa 8000 m² und befand sich im Ortsteil Carthage-Hanibal. Gegenstand der deutschen Ausgrabungen war unter anderem eine punische Küstenbebauung mit Stadtmauer. Interessanterweise konnte ein Bauboom in der punischen Stadt in den Dekaden vor ihrer Zerstörung festgestellt werden.
Der erste Band der insgesamt vierteiligen Grabungspublikation ist der österreichischen Archäologin Ellen Küster gewidmet, die im März 1978 in Karthago tödlich verunglückte.
Heute noch (Stand Mai 2022) werden Ausgrabungen durch die Römische Abteilung des Deutschen Archäologischen Instituts in und um Karthago unternommen. So beispielsweise auch die von der UNESCO initiierte Mission, an der das Institut seit 1974 mit Unterbrechungen teilnimmt und bis 2023 angesetzt ist.

#### Die britischen Ausgrabungen in Karthago
Geleitet wurde die britische Grabungsmission durch Henry Hurst von der University of Cambridge und dem Museum of Classical Archeology. Die britische Delegation führte mit Unterbrechungen im Zeitraum von 1974 bis 1983 Grabungen vor allem im Bereich des Militärhafens (s. unten), aber auch in einem kleinen Gebiet entlang der Avenue Habib Bourguiba durch. Gefördert wurde die Unternehmung durch die damalige Overseas Development Administration (heutiges Foreign, Commonwealth and Development Office).

#### Die amerikanischen Ausgrabungen in Karthago
Ausgeführt wurde die amerikanische Grabungsmission hauptsächlich durch Mitglieder der University of Michigan. Leiter dieser Delegation war der Archäologe John Humphrey. Gefördert wurde das Projekt hauptsächlich durch Fördermittel der Smithsonian Institution. Ein Zuständigkeitsbereich der amerikanischen Grabungen war der rechteckige Handelshafen (s. unten) Karthagos.

### Das vorrömische Karthago
Die Kenntnisse vom Karthago der punischen Epoche sind recht beschränkt, da durch die Zerstörung der Stadt im Dritten Punischen Krieg nur wenige Überreste aus dieser Zeit erhalten geblieben sind. Man geht davon aus, dass die Stadt, den Vorort Megara eingeschlossen, eine Siedlungsfläche von 200 bis 300 Hektar hatte. Kurz vor der Zerstörung der Stadt im 2. Jh. v. Chr. betrug die Zahl der in der Stadt lebenden Menschen circa 200.000. Das Straßennetz von Karthago war rechtwinklig angelegt. Die Stadt war sowohl zum Land als zur See hin von Befestigungsanlagen geschützt. Die 13 m hohe und 40 km lange Mauer umschloss ein größeres Areal, zu dem auch die landwirtschaftliche Nutzfläche von Megara gehörte.

#### Das Zentrum mit der Byrsa
Das Zentrum des punischen Karthago war der Byrsa-Hügel, die Akropolis von Karthago. Man geht davon aus, dass sich hier eine Zitadelle und ein großer Tempel des Eschmun befand. Da der Hügel aber durch die römische Bautätigkeit eingeebnet wurde, lassen sich diese nicht nachweisen. An der Südostflanke des Hügels wurde ein punisches Wohnviertel ausgegraben. Die aus Lehmziegeln auf Steinfundamenten errichteten Häuser waren mehrstöckig (der Historiker Appian berichtet von sechsstöckigen Häusern) und waren um einen Innenhof angelegt. Sie verfügten über Mosaikfußböden, Badebecken und unterirdische Zisternen zum Auffangen von Regenwasser. Ein weiteres erhaltenes punisches Wohnviertel ist das aus dem 3. Jahrhundert v. Chr. stammende sogenannte Magonidenviertel (Quartier Magon) nahe dem Ufer.

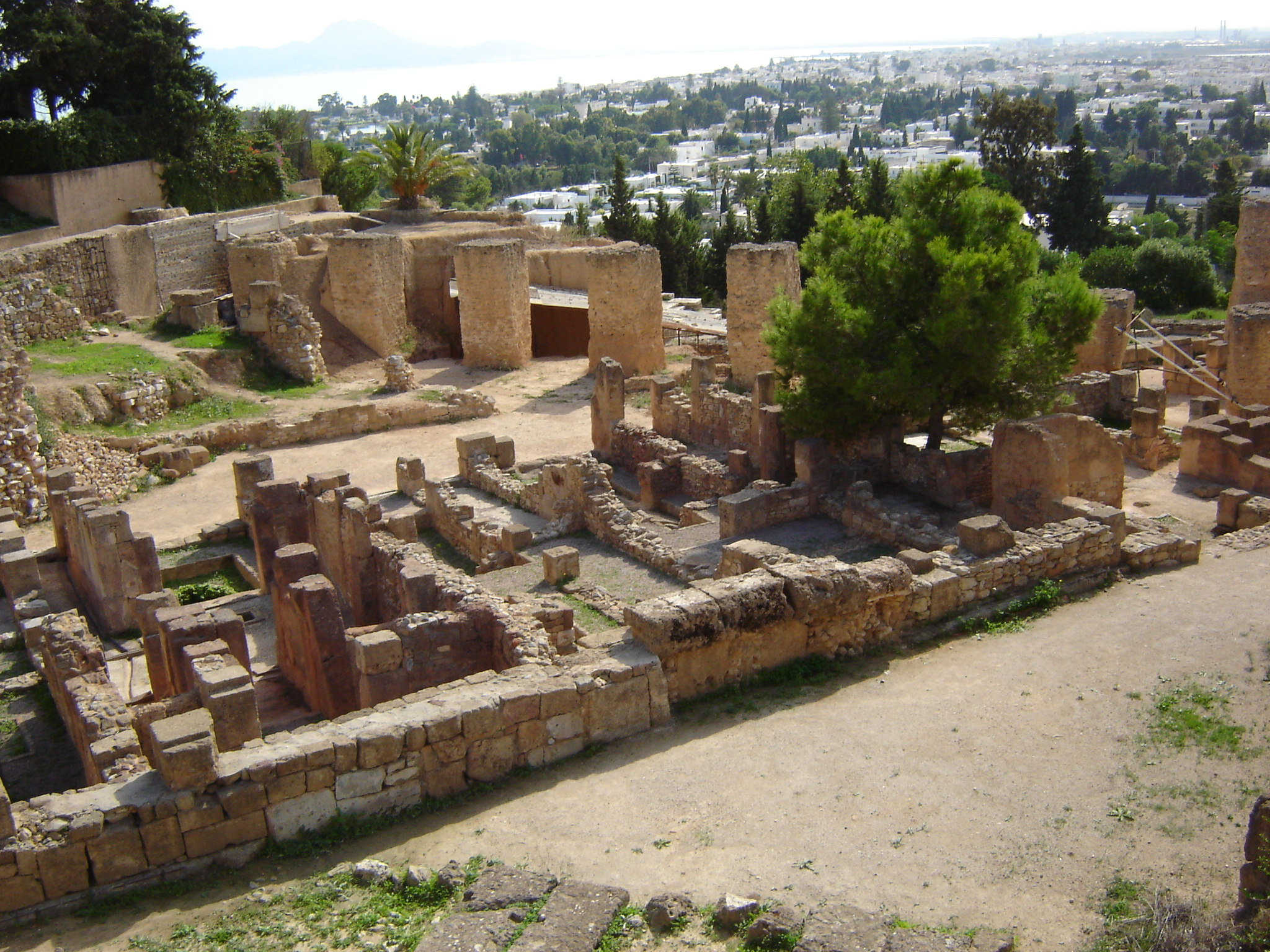
Ruinen karthagischer Wohnhäuser auf der westlichen Byrsa
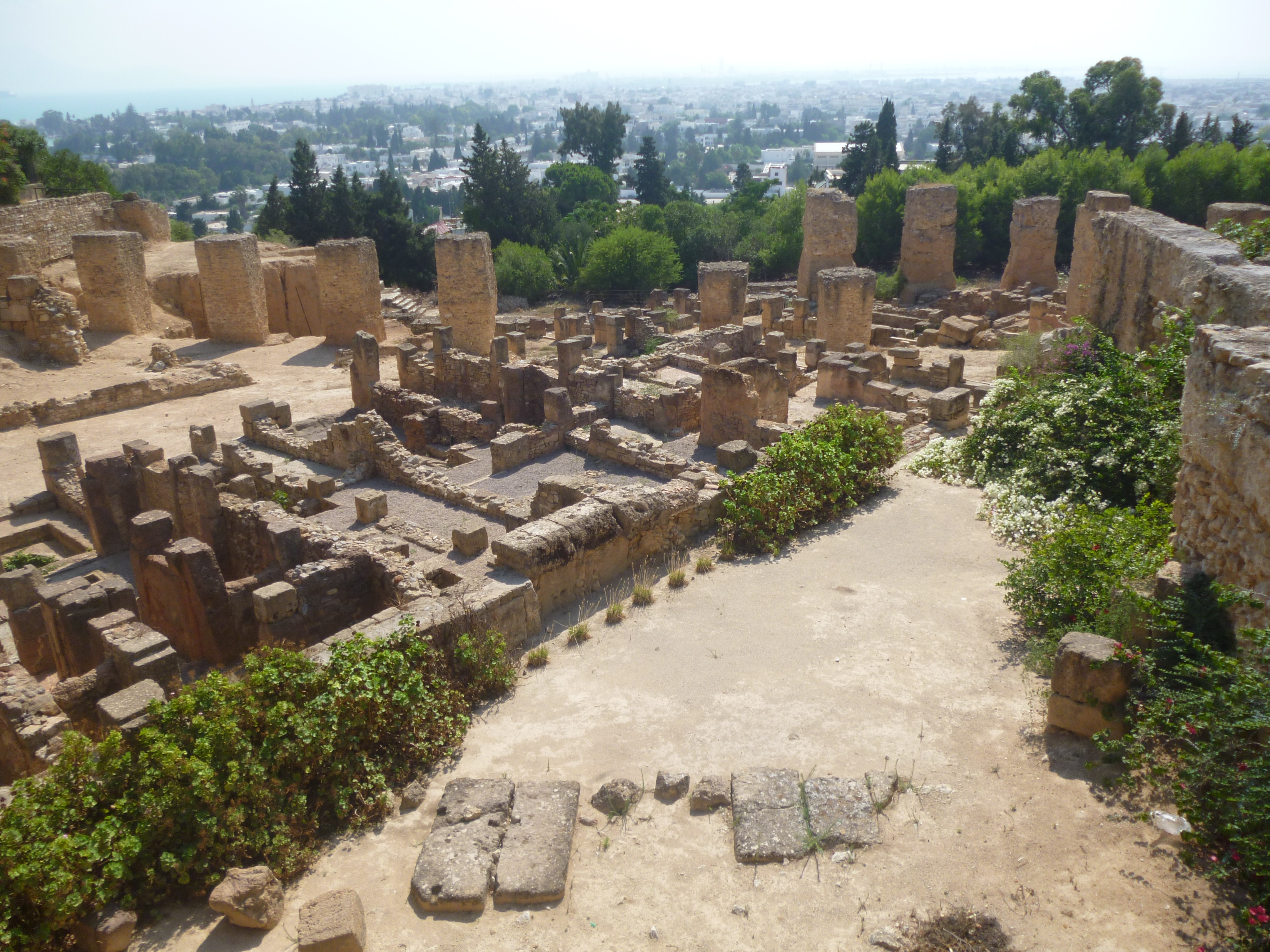
Die westliche Byrsa
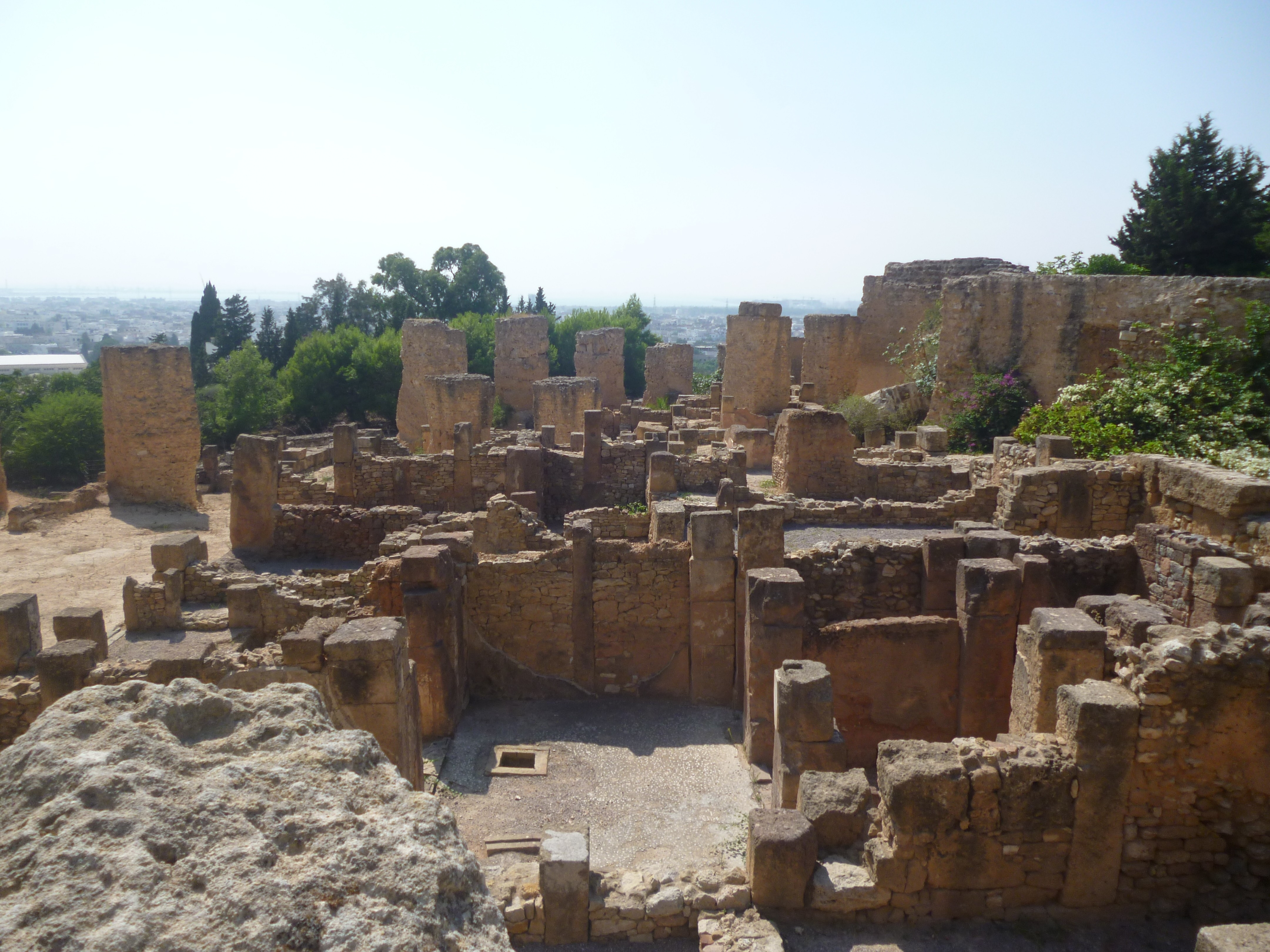
Die westliche Byrsa

#### Der Hafen
An der Küste befand sich die Hafenanlage. Der Handelshafen war ein 456 m × 356 m großes rechteckiges Becken (Kothon), das durch einen Kanal mit dem offenen Meer verbunden war. Ein zweiter Kanal verband den Handelshafen mit dem Kriegshafen, einem runden Becken mit einem Durchmesser von 325 m. Er bot Platz für 220 Kriegsschiffe. In der Mitte des Kriegshafens befand sich eine künstliche Insel mit dem Gebäude der Admiralität. Die Hafenbecken sind bis heute erhalten.
Antike Autoren wie Appian erwähnen einen unweit des Hafens gelegenen zentralen Platz (Agora) und öffentliche Gebäude, die jedoch nicht archäologisch nachgewiesen sind.

#### Tophet (Nekropole)

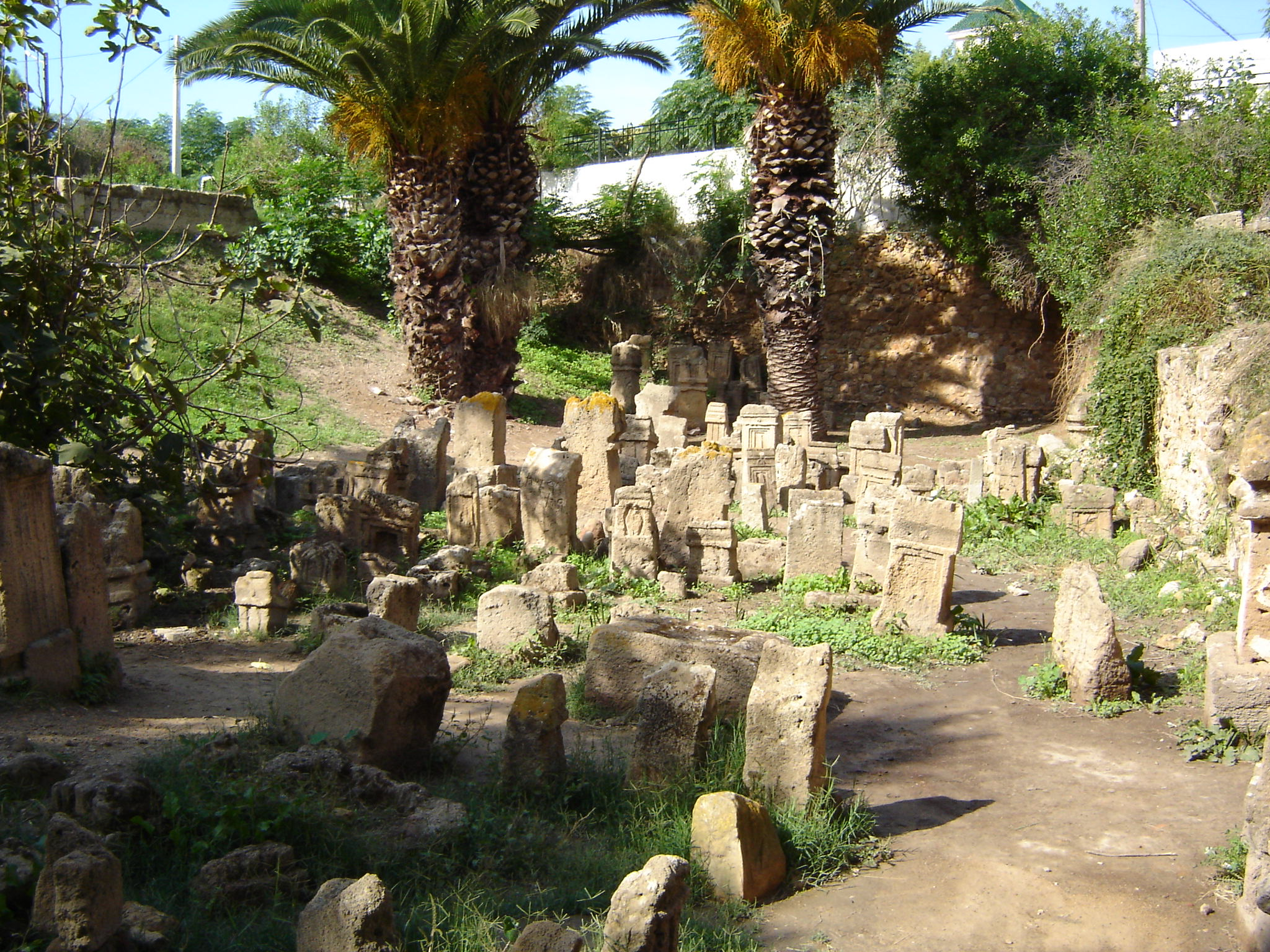
Grabstelen auf dem Tophet

Der heiligste Ort des punischen Karthago war der Tophet, eine Begräbnis- und Kultstätte und die Stelle, wo der Sage nach Elissa gelandet sein soll. Bei Ausgrabungen legte man zwölf Gräberschichten frei, die aus dem 8. Jahrhundert v. Chr. bis in die frühchristliche Zeit reichen, und fand über 1500 beschriftete und mit religiösen Symbolen verzierte Stelen. Auf dem Tophet wurde zunächst Baal-Hammon, später die Stadtgöttin Tanit verehrt.

### Das römische Karthago
Die Topographie des rund ein Jahrhundert nach der Zerstörung der punischen Metropole wieder aufgebauten römischen Karthagos ähnelt der aus der punischen Zeit. Forum und Kapitol lagen auf dem Byrsa-Hügel. Die Stadt wurde um Villenviertel und einen neuen Hafen erweitert.
Eines der prächtigsten römischen Bauwerke in Karthago waren die im Jahr 162 fertiggestellten Antoninus-Pius-Thermen. Das Badehaus lag direkt am Meer und war mit einer Ausdehnung von ca. 200 m die größte Thermenanlage außerhalb Roms. Das Gebäude überstand die arabische Eroberung und wurde erst im 11. Jahrhundert beim Einfall des Nomadenstammes der Banū Hilāl zerstört. Heute gehören die Ruinen zu den wichtigsten Sehenswürdigkeiten Karthagos.

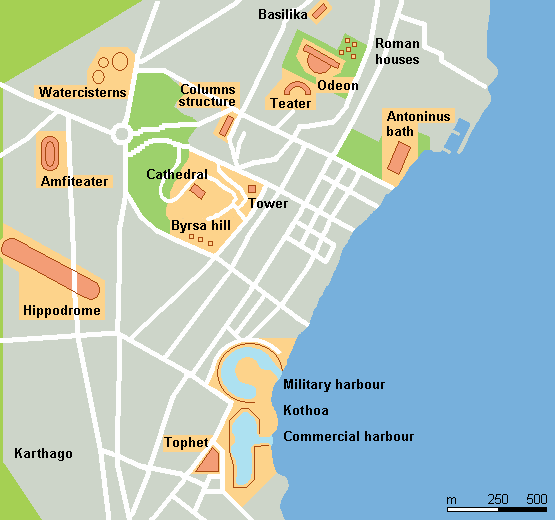
Plan des modernen Karthago mit dem antiken Grundriss
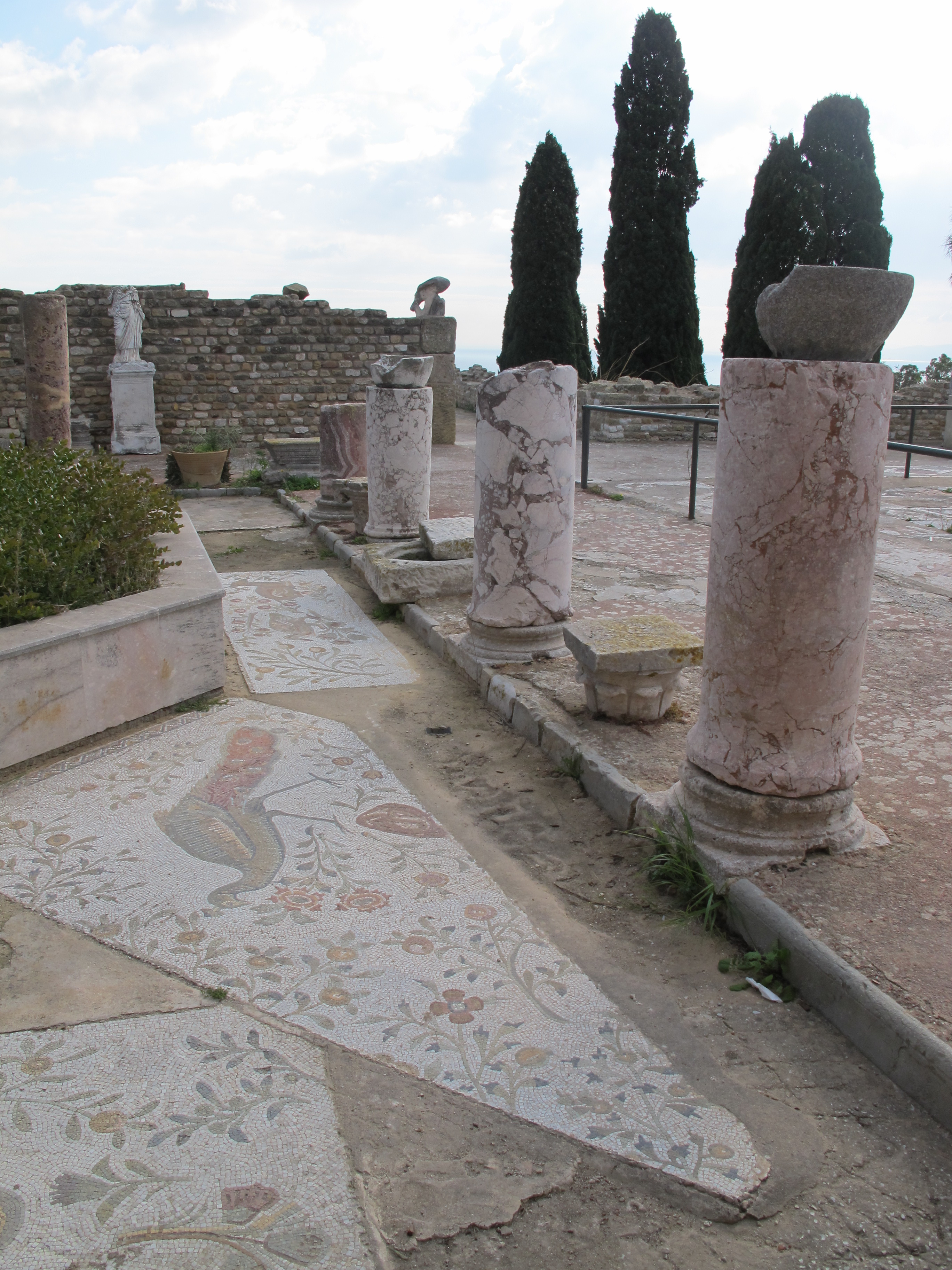
Mosaik in einem römischen Ausgrabungsgelände in Karthago (Roman Villas)
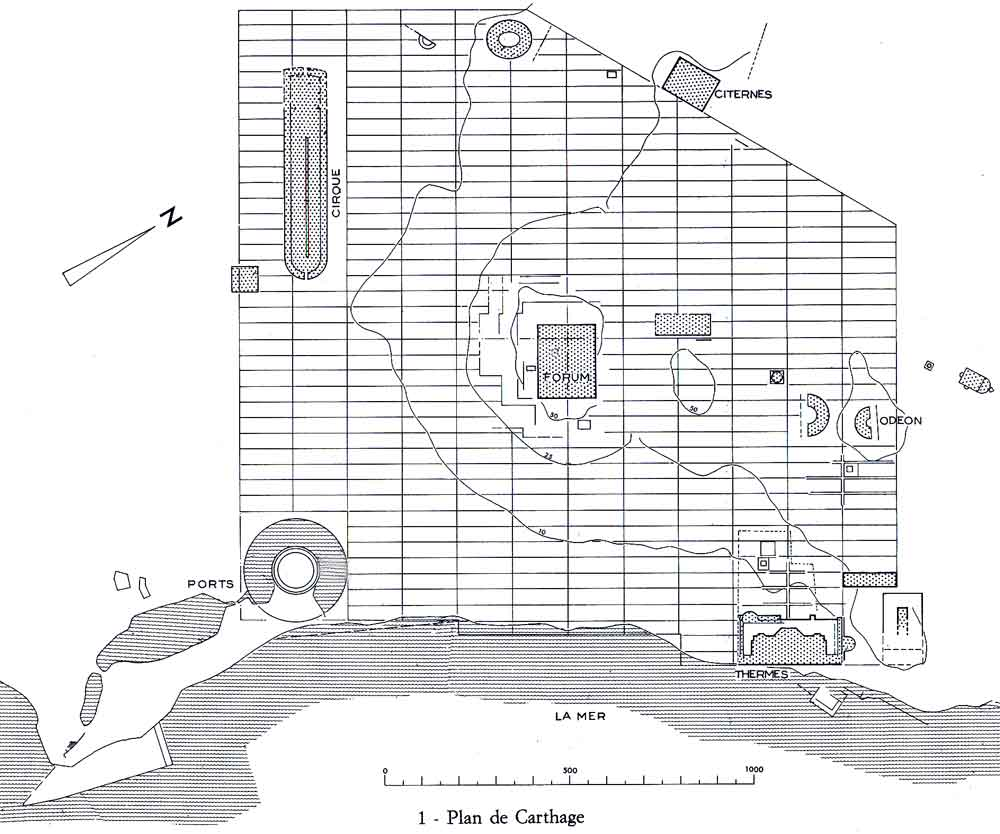
Grundriss der römischen Besiedlung

In der Umgebung der Antoninus-Pius-Thermen lag das Magonviertel, in dem vom Deutschen Archäologischen Institut gegraben wurde. In der Nähe befanden sich das römische Theater und die Gallienus-Thermen, in denen 411 die Konferenz von Karthago abgehalten wurde. Landeinwärts befinden sich das heute nur spärlich erhaltene Amphitheater von Karthago, das einst 50.000 Zuschauern Platz bot, und die Zisternen von La Malga, die die Trinkwasserversorgung der Stadt sicherten. Im nördlichen Teil von Karthago stand eine neunschiffige frühchristliche Basilika aus dem 5. Jahrhundert.

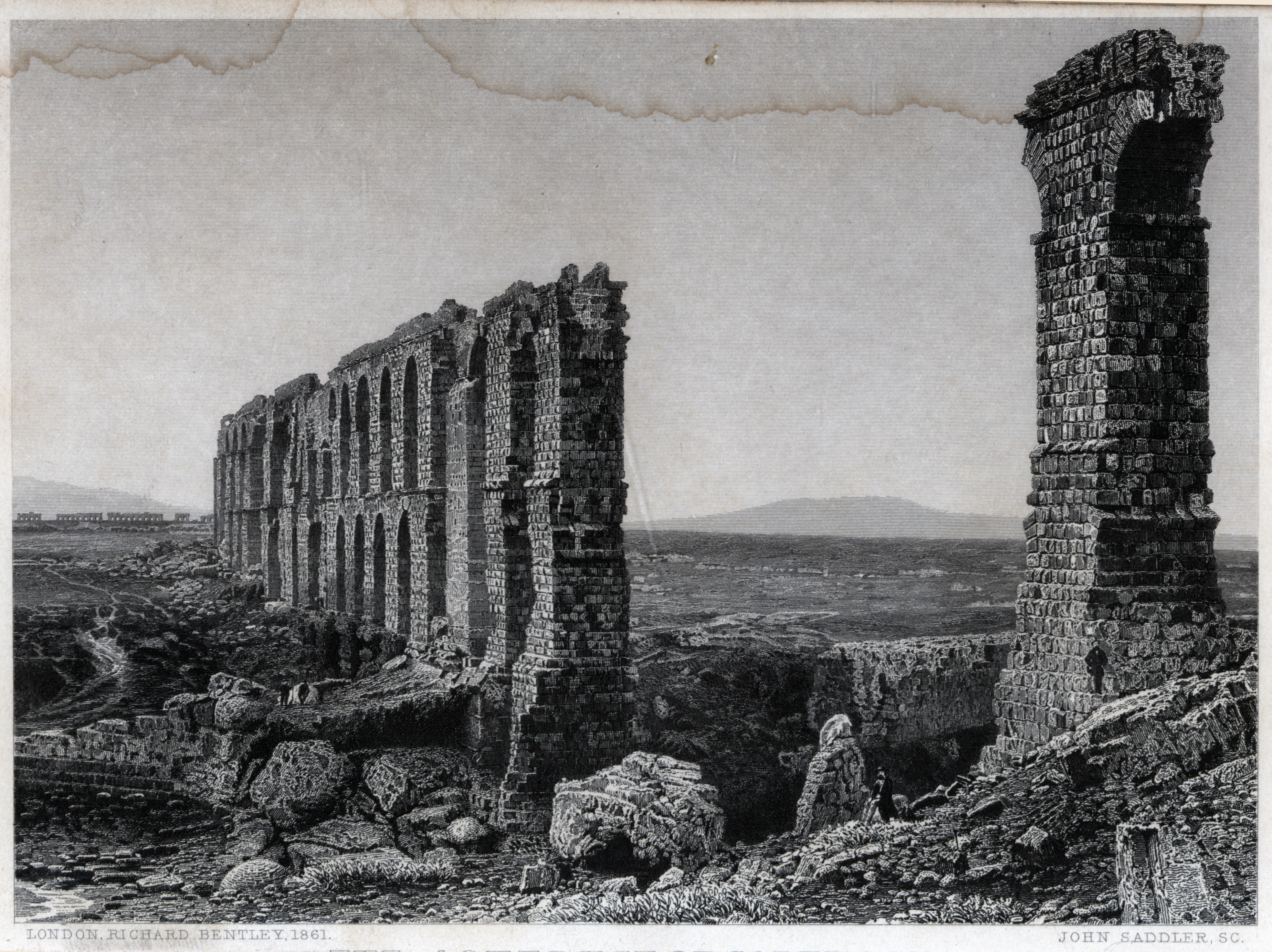
Aquädukt in Karthago (um 1860)
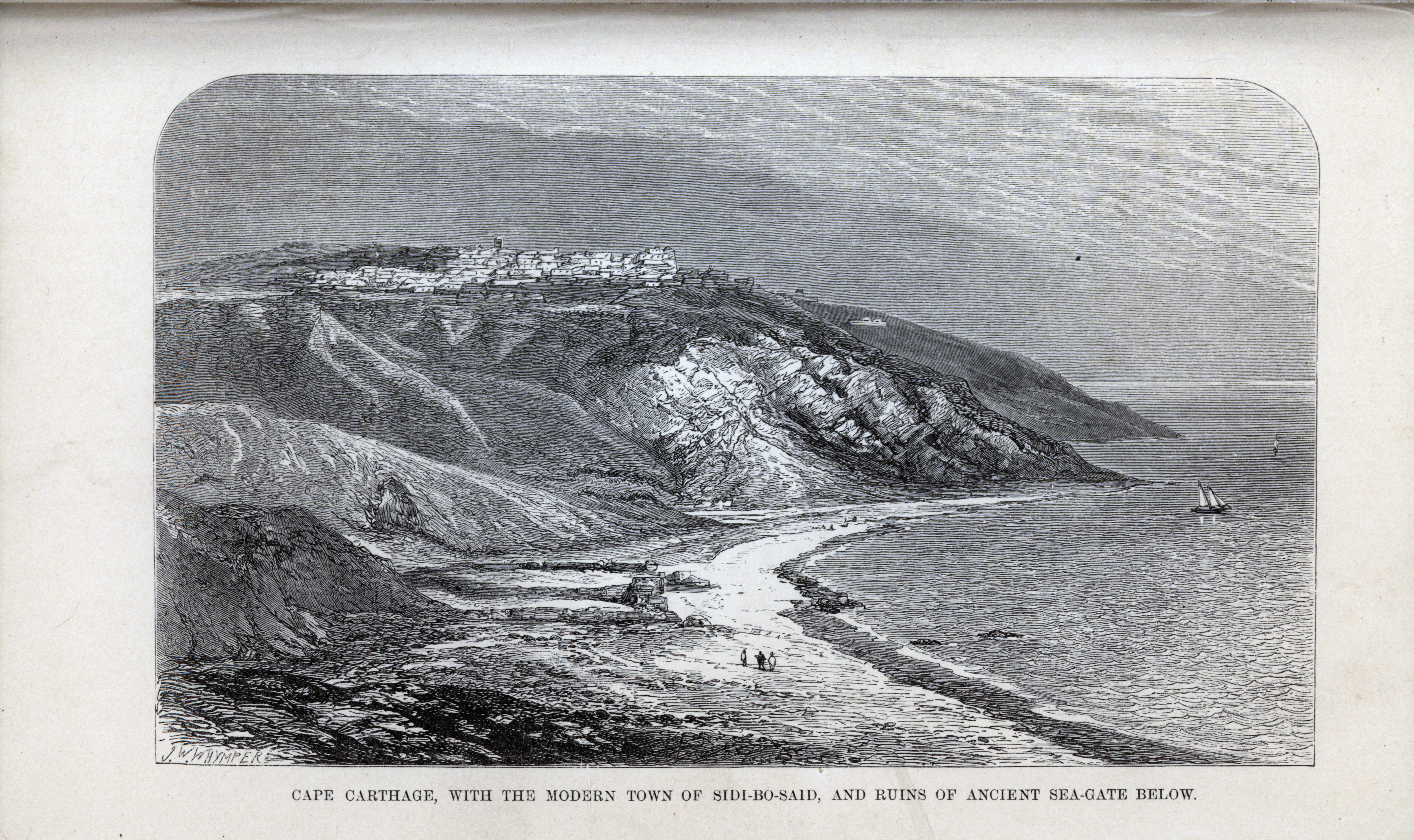
Kap Karthago (um 1860)
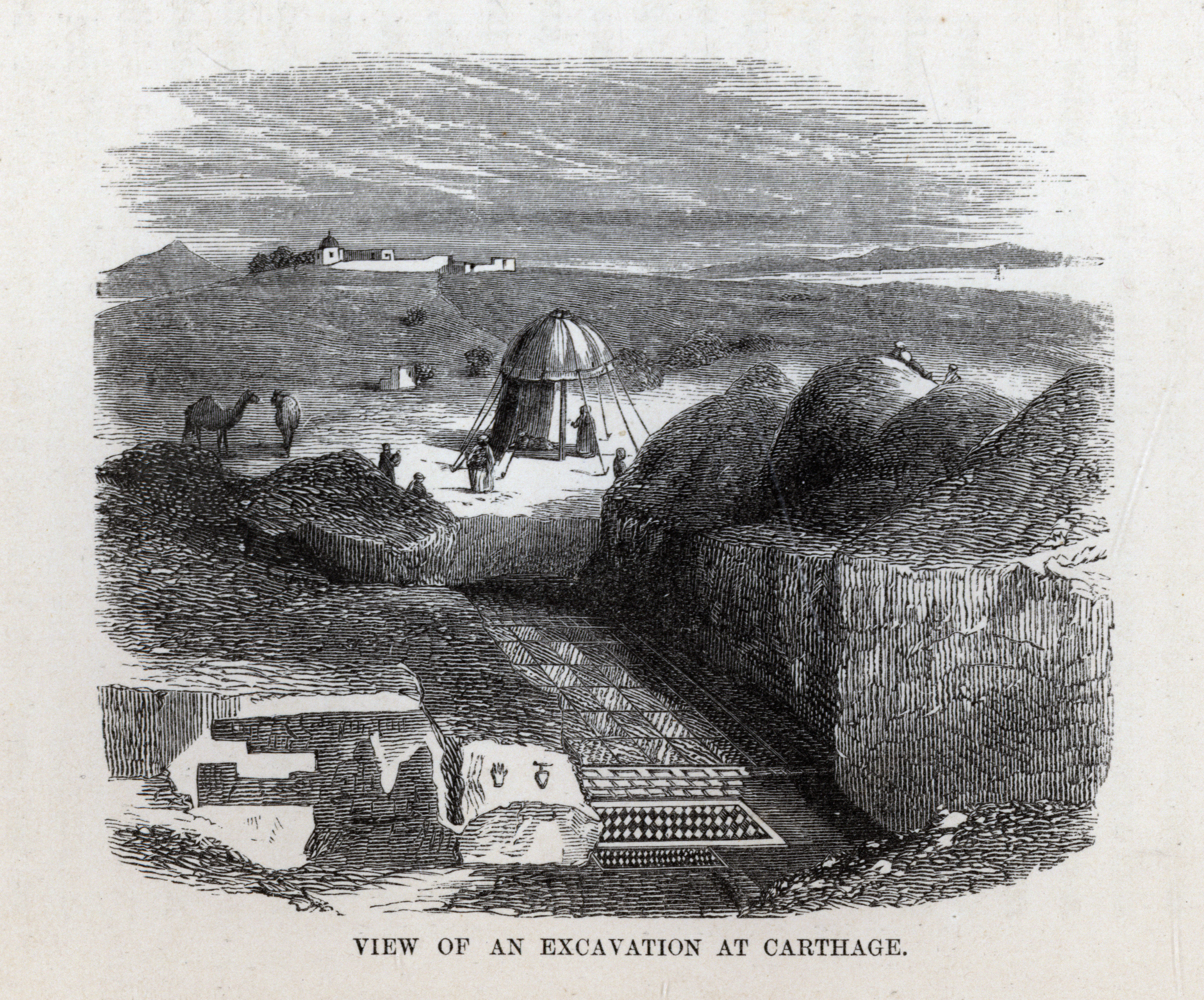
Ausgrabungen (um 1860)

## Das moderne Karthago
Heute ist Karthago ein nobler Villenvorort von Tunis, Standort der größten Universität des Landes und Standort des tunesischen Präsidentenpalastes.
Auf dem Byrsa-Hügel thront die Kathedrale des Heiligen Ludwig. Die Kathedrale wurde 1890 von den französischen Kolonialherren an der Stelle errichtet, die als Ort des Grabes von Ludwig IX. angenommen wurde. Dieser starb 1270 in Karthago im Laufe des siebten Kreuzzuges. Bis 1965 war die größte Kirche Nordafrikas Sitz des Erzbischofs von Karthago, heute dient sie als Kulturzentrum. In dem ehemaligen Kloster neben der Kathedrale befindet sich heute das archäologische Nationalmuseum.

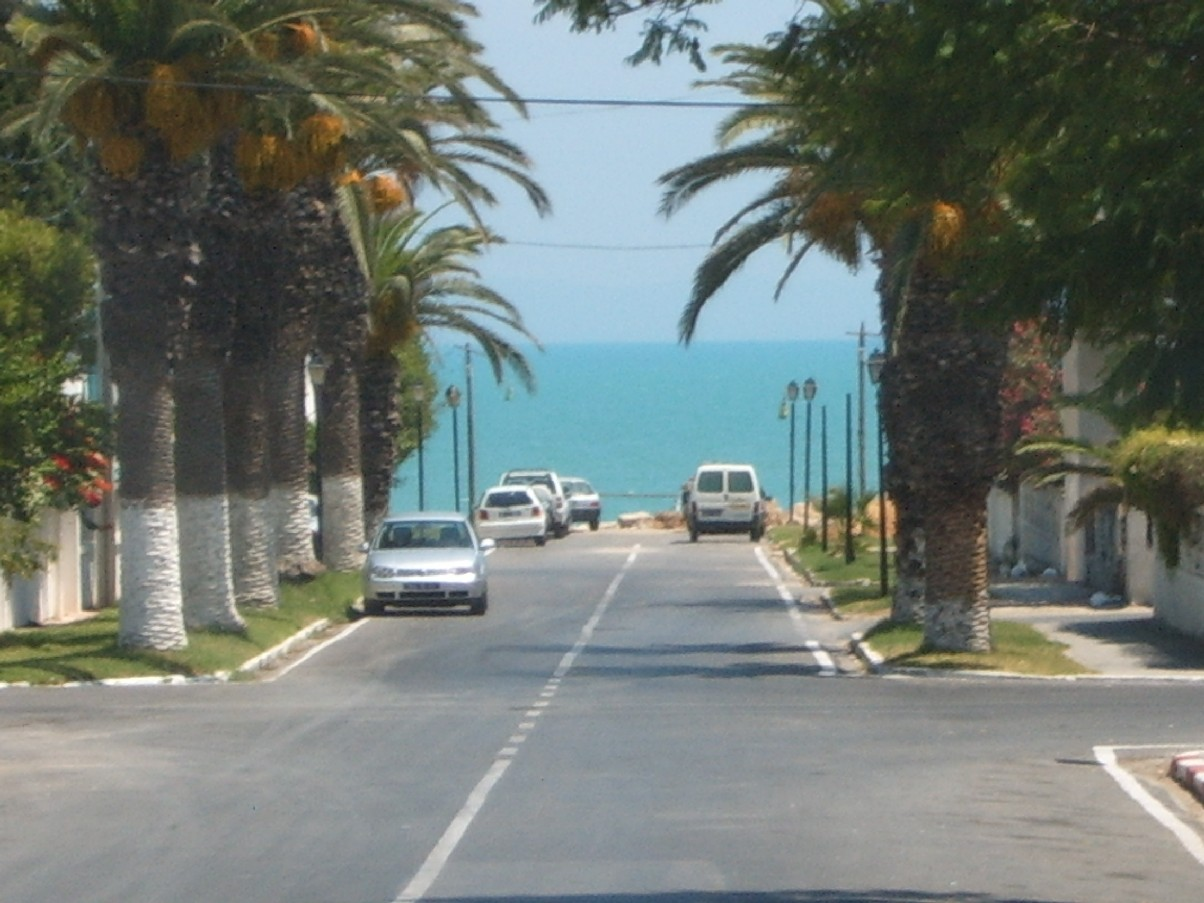
Von Dattelpalmen gesäumte Küstenstraße in Karthago mit Blick auf das Mittelmeer

Die elektrisch betriebene Bahnlinie TGM Tunis-Goulette-Marsa verbindet Karthago mit der Innenstadt von Tunis. Westlich von Karthago, am Nordufer des Sees von Tunis, liegt der Flughafen Tunis-Carthage. Nördlich von Karthago reihen sich die Vororte Sidi Bou Saïd, La Marsa und Gammarth an der Mittelmeerküste.

## Trivia
Sowohl die tunesische Fußballnationalmannschaft als auch die tunesische Männer-Handballnationalmannschaft tragen den Spitznamen „Adler von Karthago“ (Les Aigles de Carthage).

## Dokumentationen
- Metropolen der Antike: Karthago. Dokumentation. ZDFinfo, abgerufen am 13. Dezember 2024 (Synchronfassung ZDF 2024. Ein Film von Fabrice Buysschaert. Unter Mitwirkung von Nejib ben Lazreg, Michael Sommer, Samir Aounallah, Mounir Fantar und Hamden Ben Romdhane; 44 Minuten).